# Lista odcinków serialu Simpsonowie
Poniższa lista przedstawia 618 odcinków serialu animowanego Simpsonowie wyemitowanych na antenie amerykańskiej telewizji FOX.

## Sezony
| Sezon | Odcinki      | Premiera w USA       | Finał w USA      | Premiera w Polsce    | Finał w Polsce       |
| ----- | ------------ | -------------------- | ---------------- | -------------------- | -------------------- |
| 1     | 1–13 (13)    | 17 grudnia 1989      | 13 maja 1990     | 5 marca 2007         | 21 marca 2007        |
| 2     | 14–35 (22)   | 11 października 1990 | 11 lipca 1991    | 22 marca 2007        | 20 kwietnia 2007     |
| 3     | 36–59 (24)   | 19 września 1991     | 27 sierpnia 1992 | 23 kwietnia 2007     | 18 października 2007 |
| 4     | 60–81 (22)   | 24 września 1992     | 13 maja 1993     | 19 października 2007 | 19 listopada 2007    |
| 5     | 82–103 (22)  | 30 września 1993     | 19 maja 1994     | 20 listopada 2007    | 19 grudnia 2007      |
| 6     | 104–128 (25) | 4 września 1994      | 21 maja 1995     | 20 grudnia 2007      | 23 stycznia 2008     |
| 7     | 129–153 (25) | 17 września 1995     | 19 maja 1996     | 28 stycznia 2008     | 29 lutego 2008       |
| 8     | 154–178 (25) | 27 października 1996 | 18 maja 1997     | 3 marca 2008         | 4 kwietnia 2008      |
| 9     | 179–203 (25) | 21 września 1997     | 17 maja 1998     | 7 kwietnia 2008      | 9 maja 2008          |
| 10    | 204–226 (23) | 23 sierpnia 1998     | 16 maja 1999     | 12 maja 2008         | 11 czerwca 2008      |
| 11    | 227–248 (22) | 26 września 1999     | 21 maja 2000     | 12 czerwca 2008      | 11 lipca 2008        |
| 12    | 249–269 (21) | 1 listopada 2000     | 20 maja 2001     | 14 lipca 2008        | 11 sierpnia 2008     |
| 13    | 270–291 (22) | 6 listopada 2001     | 22 maja 2002     | 12 sierpnia 2008     | 10 września 2008     |
| 14    | 292–313 (22) | 3 listopada 2002     | 18 maja 2003     | 11 września 2008     | 10 października 2008 |
| 15    | 314–335 (22) | 2 listopada 2003     | 23 maja 2004     | 31 października 2008 | 11 listopada 2008    |
| 16    | 336–356 (21) | 7 listopada 2004     | 15 maja 2005     | 31 października 2008 | 26 czerwca 2009      |
| 17    | 357–378 (22) | 11 września 2005     | 21 maja 2006     | 24 maja 2007         | 22 czerwca 2007      |
| 18    | 379–400 (22) | 10 września 2006     | 20 maja 2007     | 25 czerwca 2007      | 24 lipca 2007        |
| 19    | 401–420 (20) | 23 września 2007     | 18 maja 2008     | 17 kwietnia 2009     | 14 maja 2009         |
| 20    | 421–441 (21) | 28 września 2008     | 18 maja 2009     | 15 maja 2009         | 11 września 2009     |
| 21    | 442–464 (23) | 27 września 2009     | 23 maja 2010     | 5 lutego 2010        | 16 lipca 2010        |
| 22    | 465–486 (22) | 26 września 2010     | 22 maja 2011     | 1 września 2011      | 30 września 2011     |
| 23    | 487–508 (22) | 25 września 2011     | 20 maja 2012     | 1 kwietnia 2012      | 2 września 2012      |
| 24    | 509–530 (22) | 30 września 2012     | 19 maja 2013     | 29 stycznia 2015     | 12 lutego 2015       |
| 25    | 531–552 (22) | 29 września 2013     | 18 maja 2014     | 13 października 2015 | 17 listopada 2015    |
| 26    | 553–574 (22) | 28 września 2014     | 17 maja 2015     | 20 sierpnia 2016     | 24 września 2016     |
| 27    | 575–596 (22) | 27 września 2015     | 22 maja 2016     | 6 maja 2017          | 10 czerwca 2017      |
| 28    | 597–618 (22) | 25 września 2016     | 21 maja 2017     | 23 września 2017     | 22 października 2017 |
| 29    | 619–639 (21) | 1 października 2017  | 20 maja 2018     | 1 września 2018      | 6 października 2018  |
| 30    | 640–662 (23) | 30 września 2018     | 12 maja 2019     | 31 sierpnia 2019     | 5 października 2019  |
| 31    | 663–684 (22) | 29 września 2019     | 17 maja 2020     | 5 października 2020  | 16 października 2020 |
| 32    | 685–706 (22) | 27 września 2020     | 23 maja 2021     |                      |                      |
| 33    | 707–728 (22) | 26 września 2021     | 22 maja 2022     |                      |                      |
| 34    | 729–751 (22) | 25 września 2022     | 21 maja 2023     |                      |                      |
| 35    | 752–         | 1 października 2023  |                  |                      |                      |

## Lista odcinków

### Sezon 1
| #             | Kraj              | Premiera                           | Tytuł                             |
| ------------- | ----------------- | ---------------------------------- | --------------------------------- |
| 1 - 101 7G08  | Stany Zjednoczone | 17 grudnia 1989                    | Simpsons Roasting on an Open Fire |
| 1 - 101 7G08  | Polska            | 25 października 1994/5 marca 2007  | Gwiazdka Simpsonów                |
| 2 - 102 7G02  | Stany Zjednoczone | 14 stycznia 1990                   | Bart the Genius                   |
| 2 - 102 7G02  | Polska            | 13 września 1994/6 marca 2007      | Bart geniuszem                    |
| 3 - 103 7G03  | Stany Zjednoczone | 21 stycznia 1990                   | Homer's Odyssey                   |
| 3 - 103 7G03  | Polska            | 20 września 1994/7 marca 2007      | Odyseja Homera                    |
| 4 - 104 7G04  | Stany Zjednoczone | 28 stycznia 1990                   | There's No Disgrace Like Home     |
| 4 - 104 7G04  | Polska            | 27 września 1994/8 marca 2007      | Nie ma to jak rodzinna hańba      |
| 5 - 105 7G05  | Stany Zjednoczone | 4 lutego 1990                      | Bart the General                  |
| 5 - 105 7G05  | Polska            | 4 października 1994/9 marca 2007   | Bart generałem                    |
| 6 - 106 7G06  | Stany Zjednoczone | 11 lutego 1990                     | Moaning Lisa                      |
| 6 - 106 7G06  | Polska            | 11 października 1994/12 marca 2007 | Miaucząca Lisa                    |
| 7 - 107 7G09  | Stany Zjednoczone | 18 lutego 1990                     | The Call of the Simpsons          |
| 7 - 107 7G09  | Polska            | 8 listopada 1994/13 marca 2007     | Zew Simpsonów                     |
| 8 - 108 7G07  | Stany Zjednoczone | 25 lutego 1990                     | The Telltale Head                 |
| 8 - 108 7G07  | Polska            | 18 października 1994/14 marca 2007 | Mądra głowa                       |
| 9 - 109 7G11  | Stany Zjednoczone | 18 marca 1990                      | Life on the Fast Lane             |
| 9 - 109 7G11  | Polska            | 22 listopada 1994/15 marca 2007    | Życie na torze                    |
| 10 - 110 7G10 | Stany Zjednoczone | 25 marca 1990                      | Homer's Night Out                 |
| 10 - 110 7G10 | Polska            | 15 listopada 1994/16 marca 2007    | Nocna wyprawa Homera              |
| 11 - 111 7G13 | Stany Zjednoczone | 15 kwietnia 1990                   | The Crepes of Wrath               |
| 11 - 111 7G13 | Polska            | 6 grudnia 1994/19 marca 2007       | Francja elegancja                 |
| 12 - 112 7G12 | Stany Zjednoczone | 29 kwietnia 1990                   | Krusty Gets Busted                |
| 12 - 112 7G12 | Polska            | 29 listopada 1994/20 marca 2007    | Krusty zostaje przyłapany         |
| 13 - 113 7G01 | Stany Zjednoczone | 13 maja 1990                       | Some Enchanted Evening            |
| 13 - 113 7G01 | Polska            | 6 września 1994/21 marca 2007      | Prawie czarujący wieczór          |

### Sezon 2
| #             | Kraj              | Premiera                          | Tytuł                                                 |
| ------------- | ----------------- | --------------------------------- | ----------------------------------------------------- |
| 14 - 201 7F03 | Stany Zjednoczone | 11 października 1990              | Bart Gets an F                                        |
| 14 - 201 7F03 | Polska            | 27 grudnia 1994/22 marca 2007     | Bart dostaje dwóję                                    |
| 15 - 202 7F02 | Stany Zjednoczone | 18 października 1990              | Simpson and Delilah                                   |
| 15 - 202 7F02 | Polska            | 20 grudnia 1994/23 marca 2007     | Simpson i Delilah                                     |
| 16 - 203 7F04 | Stany Zjednoczone | 25 października 1990              | Treehouse of Horror I                                 |
| 16 - 203 7F04 | Polska            | 3 stycznia 1995/26 marca 2007     | Straszny domek na drzewie I                           |
| 17 - 204 7F01 | Stany Zjednoczone | 1 listopada 1990                  | Two Cars in Every Garage and Three Eyes on Every Fish |
| 17 - 204 7F01 | Polska            | 13 grudnia 1994/27 marca 2007     | Rybi głos                                             |
| 18 - 205 7F05 | Stany Zjednoczone | 8 listopada 1990                  | Dancin' Homer                                         |
| 18 - 205 7F05 | Polska            | 10 stycznia 1995/4 kwietnia 2007  | Tańczący Homer                                        |
| 19 - 206 7F08 | Stany Zjednoczone | 15 listopada 1990                 | Dead Putting Society                                  |
| 19 - 206 7F08 | Polska            | 31 stycznia 1995/28 marca 2007    | Stowarzyszenie Umarłych Golfistów                     |
| 20 - 207 7F07 | Stany Zjednoczone | 22 listopada 1990                 | Bart vs. Thanksgiving                                 |
| 20 - 207 7F07 | Polska            | 24 stycznia 1995/29 marca 2007    | Bart kontra Dziękczynienie                            |
| 21 - 208 7F06 | Stany Zjednoczone | 6 grudnia 1990                    | Bart the Daredevil                                    |
| 21 - 208 7F06 | Polska            | 17 stycznia 1995/30 marca 2007    | Bart jako Daredevil                                   |
| 22 - 209 7F09 | Stany Zjednoczone | 20 grudnia 1990                   | Itchy & Scratchy & Marge                              |
| 22 - 209 7F09 | Polska            | 7 lutego 1995/2 kwietnia 2007     | Itchy & Scratchy & Marge                              |
| 23 - 210 7F10 | Stany Zjednoczone | 10 stycznia 1991                  | Bart Gets Hit by a Car                                |
| 23 - 210 7F10 | Polska            | 14 lutego 1995/3 kwietnia 2007    | Bart zostaje potrącony                                |
| 24 - 211 7F11 | Stany Zjednoczone | 24 stycznia 1991                  | One Fish, Two Fish, Blowfish, Blue Fish               |
| 24 - 211 7F11 | Polska            | 21 lutego 1995/5 kwietnia 2007    | Jedna ryba, druga ryba, błazenek i inne               |
| 25 - 212 7F12 | Stany Zjednoczone | 31 stycznia 1991                  | The Way We Was                                        |
| 25 - 212 7F12 | Polska            | 28 lutego 1995/6 kwietnia 2007    | Tacy byliśmy                                          |
| 26 - 213 7F13 | Stany Zjednoczone | 7 lutego 1991                     | Homer vs. Lisa and the 8th Commandment                |
| 26 - 213 7F13 | Polska            | 7 marca 1995/9 kwietnia 2007      | Homer kontra Lisa i 8. przykazanie                    |
| 27 - 214 7F15 | Stany Zjednoczone | 14 lutego 1991                    | Principal Charming                                    |
| 27 - 214 7F15 | Polska            | 21 marca 1995/10 kwietnia 2007    | Czarujący dyrektor                                    |
| 28 - 215 7F16 | Stany Zjednoczone | 21 lutego 1991                    | Oh Brother, Where Art Thou?                           |
| 28 - 215 7F16 | Polska            | 28 marca 1995/11 kwietnia 2007    | Bracie, gdzie jesteś?                                 |
| 29 - 216 7F14 | Stany Zjednoczone | 7 marca 1991                      | Bart's Dog Gets an F                                  |
| 29 - 216 7F14 | Polska            | 14 marca 1995/12 kwietnia 2007    | Pies Barta dostaje dwóję                              |
| 30 - 217 7F17 | Stany Zjednoczone | 28 marca 1991                     | Old Money                                             |
| 30 - 217 7F17 | Polska            | 4 kwietnia 1995/13 kwietnia 2007  | Dawna waluta                                          |
| 31 - 218 7F18 | Stany Zjednoczone | 11 kwietnia 1991                  | Brush with Greatness                                  |
| 31 - 218 7F18 | Polska            | 11 kwietnia 1995/16 kwietnia 2007 | Malarka znakomita                                     |
| 32 - 219 7F19 | Stany Zjednoczone | 25 kwietnia 1991                  | Lisa's Substitute                                     |
| 32 - 219 7F19 | Polska            | 18 kwietnia 1995/17 kwietnia 2007 | Nauczyciel Lisy                                       |
| 33 - 220 7F20 | Stany Zjednoczone | 2 maja 1991                       | The War of the Simpsons                               |
| 33 - 220 7F20 | Polska            | 9 maja 1995/18 kwietnia 2007      | Wojna Simpsonów                                       |
| 34 - 221 7F21 | Stany Zjednoczone | 9 maja 1991                       | Three Men and a Comic Book                            |
| 34 - 221 7F21 | Polska            | 16 maja 1995/19 kwietnia 2007     | Trzech mężczyzn i komiks                              |
| 35 - 222 7F22 | Stany Zjednoczone | 11 lipca 1991                     | Blood Feud                                            |
| 35 - 222 7F22 | Polska            | 23 maja 1995/20 kwietnia 2007     | Wojna krwi                                            |

### Sezon 3
| #             | Kraj              | Premiera                               | Tytuł                             |
| ------------- | ----------------- | -------------------------------------- | --------------------------------- |
| 36 - 301 7F24 | Stany Zjednoczone | 19 września 1991                       | Stark Raving Dad                  |
| 36 - 301 7F24 | Polska            | 6 czerwca 1995/23 kwietnia 2007        | Ojciec całkiem obłąkany           |
| 37 - 302 8F01 | Stany Zjednoczone | 26 września 1991                       | Mr. Lisa Goes to Washington       |
| 37 - 302 8F01 | Polska            | 13 czerwca 1995/24 kwietnia 2007       | Lisa jedzie do Waszyngtonu        |
| 38 - 303 7F23 | Stany Zjednoczone | 3 października 1991                    | When Flanders Failed              |
| 38 - 303 7F23 | Polska            | 30 maja 1995/25 kwietnia 2007          | Kiedy Flandersowie zawiedli       |
| 39 - 304 8F03 | Stany Zjednoczone | 10 października 1991                   | Bart the Murderer                 |
| 39 - 304 8F03 | Polska            | 27 czerwca 1995/26 kwietnia 2007       | Bart mordercą                     |
| 40 - 305 8F04 | Stany Zjednoczone | 17 października 1991                   | Homer Defined                     |
| 40 - 305 8F04 | Polska            | 4 lipca 1995/27 kwietnia 2007          | Zdefiniowany Homer                |
| 41 - 306 8F05 | Stany Zjednoczone | 24 października 1991                   | Like Father, Like Clown           |
| 41 - 306 8F05 | Polska            | 11 lipca 1995/30 kwietnia 2007         | Jaki ojciec, taki klaun           |
| 42 - 307 8F02 | Stany Zjednoczone | 31 października 1991                   | Treehouse of Horror II            |
| 42 - 307 8F02 | Polska            | 20 czerwca 1995/1 maja 2007            | Straszny domek na drzewie II      |
| 43 - 308 8F06 | Stany Zjednoczone | 7 listopada 1991                       | Lisa's Pony                       |
| 43 - 308 8F06 | Polska            | 18 lipca 1995/2 maja 2007              | Kucyk Lisy                        |
| 44 - 309 8F07 | Stany Zjednoczone | 14 listopada 1991                      | Saturdays of Thunder              |
| 44 - 309 8F07 | Polska            | 25 lipca 1995/3 maja 2007              | Sobotnie pioruny                  |
| 45 - 310 8F08 | Stany Zjednoczone | 21 listopada 1991                      | Flaming Moe's                     |
| 45 - 310 8F08 | Polska            | 1 sierpnia 1995/4 maja 2007            | Gorący Moe                        |
| 46 - 311 8F09 | Stany Zjednoczone | 5 grudnia 1991                         | Burns Verkaufen der Kraftwerk     |
| 46 - 311 8F09 | Polska            | 8 sierpnia 1995/7 maja 2007            | Burns Verkaufen der Kraftwerk     |
| 47 - 312 8F10 | Stany Zjednoczone | 26 grudnia 1991                        | I Married Marge                   |
| 47 - 312 8F10 | Polska            | 22 sierpnia 1995/8 maja 2007           | Ożeniłem się z Marge              |
| 48 - 313 8F11 | Stany Zjednoczone | 9 stycznia 1992                        | Radio Bart                        |
| 48 - 313 8F11 | Polska            | 29 sierpnia 1995/9 maja 2007           | Radio Bart                        |
| 49 - 314 8F12 | Stany Zjednoczone | 23 stycznia 1992                       | Lisa the Greek                    |
| 49 - 314 8F12 | Polska            | 5 września 1995/10 maja 2007           | Przepowiednie Lisy                |
| 50 - 315 8F14 | Stany Zjednoczone | 6 lutego 1992                          | Homer Alone                       |
| 50 - 315 8F14 | Polska            | 19 września 1995/11 maja 2007          | Homer sam w domu                  |
| 51 - 316 8F16 | Stany Zjednoczone | 13 lutego 1992                         | Bart the Lover                    |
| 51 - 316 8F16 | Polska            | 3 października 1995/14 maja 2007       | Bart kochankiem                   |
| 52 - 317 8F13 | Stany Zjednoczone | 20 lutego 1992                         | Homer at the Bat                  |
| 52 - 317 8F13 | Polska            | 12 września 1995/15 maja 2007          | Kij Homera                        |
| 53 - 318 8F15 | Stany Zjednoczone | 27 lutego 1992                         | Separate Vocations                |
| 53 - 318 8F15 | Polska            | 26 września 1995/16 maja 2007          | Oddzielne wakacje                 |
| 54 - 319 8F17 | Stany Zjednoczone | 12 marca 1992                          | Dog of Death                      |
| 54 - 319 8F17 | Polska            | 10 października 1995/17 maja 2007      | Pies śmierci                      |
| 55 - 320 8F19 | Stany Zjednoczone | 26 marca 1992                          | Colonel Homer                     |
| 55 - 320 8F19 | Polska            | 24 października 1995/18 maja 2007      | Pułkownik Homer                   |
| 56 - 321 8F20 | Stany Zjednoczone | 9 kwietnia 1992                        | Black Widower                     |
| 56 - 321 8F20 | Polska            | 31 października 1995/21 maja 2007      | Czarny wdowiec                    |
| 57 - 322 8F21 | Stany Zjednoczone | 23 kwietnia 1992                       | The Otto Show                     |
| 57 - 322 8F21 | Polska            | 7 listopada 1995/22 maja 2007          | Otto Show                         |
| 58 - 323 8F22 | Stany Zjednoczone | 7 maja 1992                            | Bart's Friend Falls in Love       |
| 58 - 323 8F22 | Polska            | 14 listopada 1995/23 maja 2007         | Zakochany przyjaciel Barta        |
| 59 - 324 8F23 | Stany Zjednoczone | 27 sierpnia 1992                       | Brother, Can You Spare Two Dimes? |
| 59 - 324 8F23 | Polska            | 21 listopada 1995/18 października 2007 | Bracie, rzuć groszem!             |

### Sezon 4
| #             | Kraj              | Premiera                                  | Tytuł                                      |
| ------------- | ----------------- | ----------------------------------------- | ------------------------------------------ |
| 60 - 401 8F24 | Stany Zjednoczone | 24 września 1992                          | Kamp Krusty                                |
| 60 - 401 8F24 | Polska            | 28 listopada 1995/19 października 2007    | Obóz Krusty'ego                            |
| 61 - 402 8F18 | Stany Zjednoczone | 1 października 1992                       | A Streetcar Named Marge                    |
| 61 - 402 8F18 | Polska            | 17 października 1995/22 października 2007 | Tramwaj zwany Marge                        |
| 62 - 403 9F01 | Stany Zjednoczone | 8 października 1992                       | Homer the Heretic                          |
| 62 - 403 9F01 | Polska            | 23 października 2007                      | Homer heretykiem                           |
| 63 - 404 9F02 | Stany Zjednoczone | 15 października 1992                      | Lisa the Beauty Queen                      |
| 63 - 404 9F02 | Polska            | 24 października 2007                      | Lisa królową piękności                     |
| 64 - 405 9F04 | Stany Zjednoczone | 29 października 1992                      | Treehouse of Horror III                    |
| 64 - 405 9F04 | Polska            | 31 października 2007                      | Straszny domek na drzewie III              |
| 65 - 406 9F03 | Stany Zjednoczone | 3 listopada 1992                          | The Itchy & Scratchy: The Movie            |
| 65 - 406 9F03 | Polska            | 26 października 2007                      | Drapek & Poharatka: Film                   |
| 66 - 407 9F05 | Stany Zjednoczone | 5 listopada 1992                          | Marge Gets a Job                           |
| 66 - 407 9F05 | Polska            | 29 października 2007                      | Nowa praca Marge                           |
| 67 - 408 9F06 | Stany Zjednoczone | 12 listopada 1992                         | New Kid on the Block                       |
| 67 - 408 9F06 | Polska            | 30 października 2007                      | Nowi sąsiedzi                              |
| 68 - 409 9F07 | Stany Zjednoczone | 19 listopada 1992                         | Mr. Plow                                   |
| 68 - 409 9F07 | Polska            | 25 października 2007                      | Pan od pługa                               |
| 69 - 410 9F08 | Stany Zjednoczone | 3 grudnia 1992                            | Lisa's First Word                          |
| 69 - 410 9F08 | Polska            | 1 listopada 2007                          | Pierwsze słowo Lisy                        |
| 70 - 411 9F09 | Stany Zjednoczone | 17 grudnia 1992                           | Homer's Triple Bypass                      |
| 70 - 411 9F09 | Polska            | 2 listopada 2007                          | Potrójny bajpas Homera                     |
| 71 - 412 9F10 | Stany Zjednoczone | 14 stycznia 1993                          | Marge vs. the Monorail                     |
| 71 - 412 9F10 | Polska            | 5 listopada 2007                          | Marge kontra kolej                         |
| 72 - 413 9F11 | Stany Zjednoczone | 21 stycznia 1993                          | Selma's Choice                             |
| 72 - 413 9F11 | Polska            | 6 listopada 2007                          | Wybór Selmy                                |
| 73 - 414 9F12 | Stany Zjednoczone | 4 lutego 1993                             | Brother from the Same Planet               |
| 73 - 414 9F12 | Polska            | 7 listopada 2007                          | Brat z tej samej planety                   |
| 74 - 415 9F13 | Stany Zjednoczone | 11 lutego 1993                            | I Love Lisa                                |
| 74 - 415 9F13 | Polska            | 8 listopada 2007                          | Kocham Lisę                                |
| 75 - 416 9F14 | Stany Zjednoczone | 18 lutego 1993                            | Duffless                                   |
| 75 - 416 9F14 | Polska            | 9 listopada 2007                          | Życie bez procentów                        |
| 76 - 417 9F15 | Stany Zjednoczone | 11 marca 1993                             | Last Exit to Springfield                   |
| 76 - 417 9F15 | Polska            | 12 listopada 2007                         | Homer i związki zawodowe                   |
| 77 - 418 9F17 | Stany Zjednoczone | 1 kwietnia 1993                           | So It's Come to This: A Simpsons Clip Show |
| 77 - 418 9F17 | Polska            | 13 listopada 2007                         | Doszło do tego: odcinek wspominkowy        |
| 78 - 419 9F16 | Stany Zjednoczone | 15 kwietnia 1993                          | The Front                                  |
| 78 - 419 9F16 | Polska            | 14 listopada 2007                         | Konkurs                                    |
| 79 - 420 9F18 | Stany Zjednoczone | 29 kwietnia 1993                          | Whacking Day                               |
| 79 - 420 9F18 | Polska            | 15 listopada 2007                         | Dzień Pałowania                            |
| 80 - 421 9F20 | Stany Zjednoczone | 6 maja 1993                               | Marge in Chains                            |
| 80 - 421 9F20 | Polska            | 16 listopada 2007                         | Marge za kratkami                          |
| 81 - 422 9F19 | Stany Zjednoczone | 13 maja 1993                              | Krusty Gets Kancelled                      |
| 81 - 422 9F19 | Polska            | 19 listopada 2007                         | Krusty zostaje zwolniony                   |

### Sezon 5
| #              | Kraj              | Premiera             | Tytuł                                                                        |
| -------------- | ----------------- | -------------------- | ---------------------------------------------------------------------------- |
| 82 - 501 9F21  | Stany Zjednoczone | 30 września 1993     | Homer's Barbershop Quartet                                                   |
| 82 - 501 9F21  | Polska            | 20 listopada 2007    | Kwartet Homera                                                               |
| 83 - 502 9F22  | Stany Zjednoczone | 7 października 1993  | Cape Feare                                                                   |
| 83 - 502 9F22  | Polska            | 21 listopada 2007    | Anonimy                                                                      |
| 84 - 503 1F02  | Stany Zjednoczone | 14 października 1993 | Homer Goes to College                                                        |
| 84 - 503 1F02  | Polska            | 22 listopada 2007    | Homer idzie na studia                                                        |
| 85 - 504 1F01  | Stany Zjednoczone | 21 października 1993 | Rosebud                                                                      |
| 85 - 504 1F01  | Polska            | 23 listopada 2007    | Różyczka                                                                     |
| 86 - 505 1F04  | Stany Zjednoczone | 28 października 1993 | Treehouse of Horror IV                                                       |
| 86 - 505 1F04  | Polska            | 31 października 2007 | Straszny domek na drzewie IV                                                 |
| 87 - 506 1F03  | Stany Zjednoczone | 4 listopada 1993     | Marge on the Lam                                                             |
| 87 - 506 1F03  | Polska            | 27 listopada 2007    | Pościg za Marge                                                              |
| 88 - 507 1F05  | Stany Zjednoczone | 11 listopada 1993    | Bart's Inner Child                                                           |
| 88 - 507 1F05  | Polska            | 28 listopada 2007    | Nasze wewnętrzne dzieci                                                      |
| 89 - 508 1F06  | Stany Zjednoczone | 18 listopada 1993    | Boy-Scoutz N the Hood                                                        |
| 89 - 508 1F06  | Polska            | 29 listopada 2007    | Skaut Story                                                                  |
| 90 - 509 1F07  | Stany Zjednoczone | 9 grudnia 1993       | The Last Temptation of Homer                                                 |
| 90 - 509 1F07  | Polska            | 30 listopada 2007    | Ostatnie kuszenie Homera                                                     |
| 91 - 510 1F08  | Stany Zjednoczone | 16 grudnia 1993      | $pringfield (Or, How I Learned to Stop Worrying and Love Legalized Gambling) |
| 91 - 510 1F08  | Polska            | 3 grudnia 2007       | $pringfield                                                                  |
| 92 - 511 1F09  | Stany Zjednoczone | 6 stycznia 1994      | Homer the Vigilante                                                          |
| 92 - 511 1F09  | Polska            | 4 grudnia 2007       | Czujny Homer                                                                 |
| 93 - 512 1F11  | Stany Zjednoczone | 3 lutego 1994        | Bart Gets Famous                                                             |
| 93 - 512 1F11  | Polska            | 5 grudnia 2007       | Bart zyskuje sławę                                                           |
| 94 - 513 1F10  | Stany Zjednoczone | 10 lutego 1994       | Homer and Apu                                                                |
| 94 - 513 1F10  | Polska            | 6 grudnia 2007       | Homer i Apu                                                                  |
| 95 - 514 1F12  | Stany Zjednoczone | 17 lutego 1994       | Lisa vs. Malibu Stacy                                                        |
| 95 - 514 1F12  | Polska            | 7 grudnia 2007       | Lisa kontra Malibu Stacy                                                     |
| 96 - 515 1F13  | Stany Zjednoczone | 24 lutego 1994       | Deep Space Homer                                                             |
| 96 - 515 1F13  | Polska            | 10 grudnia 2007      | Homer w kosmosie                                                             |
| 97 - 516 1F14  | Stany Zjednoczone | 17 marca 1994        | Homer Loves Flanders                                                         |
| 97 - 516 1F14  | Polska            | 11 grudnia 2007      | Homer kocha Flandersa                                                        |
| 98 - 517 1F15  | Stany Zjednoczone | 31 marca 1994        | Bart Gets an Elephant                                                        |
| 98 - 517 1F15  | Polska            | 12 grudnia 2007      | Bart dostaje słonia                                                          |
| 99 - 518 1F16  | Stany Zjednoczone | 14 kwietnia 1994     | Burns' Heir                                                                  |
| 99 - 518 1F16  | Polska            | 13 grudnia 2007      | Dziedzic Burnsa                                                              |
| 100 - 519 1F18 | Stany Zjednoczone | 28 kwietnia 1994     | Sweet Seymour Skinner's Baadasssss Song                                      |
| 100 - 519 1F18 | Polska            | 14 grudnia 2007      | Piosenka słodkiego Skinnera                                                  |
| 101 - 520 1F19 | Stany Zjednoczone | 5 maja 1994          | The Boy Who Knew Too Much                                                    |
| 101 - 520 1F19 | Polska            | 17 grudnia 2007      | Chłopiec, który wiedział za dużo                                             |
| 102 - 521 1F21 | Stany Zjednoczone | 12 maja 1994         | Lady Bouvier's Lover                                                         |
| 102 - 521 1F21 | Polska            | 18 grudnia 2007      | Kochanek lady Bouvier                                                        |
| 103 - 522 1F20 | Stany Zjednoczone | 19 maja 1994         | Secrets of a Successful Marriage                                             |
| 103 - 522 1F20 | Polska            | 19 grudnia 2007      | Złoty środek na pomyślne małżeństwo                                          |

### Sezon 6
| #              | Kraj              | Premiera             | Tytuł                                        |
| -------------- | ----------------- | -------------------- | -------------------------------------------- |
| 104 - 601 1F22 | Stany Zjednoczone | 4 września 1994      | Bart of Darkness                             |
| 104 - 601 1F22 | Polska            | 20 grudnia 2007      | Udręki popularności                          |
| 105 - 602 1F17 | Stany Zjednoczone | 11 września 1994     | Lisa's Rival                                 |
| 105 - 602 1F17 | Polska            | 21 grudnia 2007      | Lisa ma rywalkę                              |
| 106 - 603 2F33 | Stany Zjednoczone | 25 września 1994     | Another Simpsons Clip Show                   |
| 106 - 603 2F33 | Polska            | 24 grudnia 2007      | Kolejna powtórka z rozrywki                  |
| 107 - 604 2F01 | Stany Zjednoczone | 2 października 1994  | Itchy & Scratchy Land                        |
| 107 - 604 2F01 | Polska            | 25 grudnia 2007      | Kraina Pocharatki i Zdrapka                  |
| 108 - 605 2F02 | Stany Zjednoczone | 9 października 1994  | Sideshow Bob Roberts                         |
| 108 - 605 2F02 | Polska            | 26 grudnia 2007      | Pomocnik Bob Roberts                         |
| 109 - 606 2F03 | Stany Zjednoczone | 30 października 1994 | Treehouse of Horror V                        |
| 109 - 606 2F03 | Polska            | 27 grudnia 2007      | Straszny domek na drzewie V                  |
| 110 - 607 2F04 | Stany Zjednoczone | 6 listopada 1994     | Bart's Girlfriend                            |
| 110 - 607 2F04 | Polska            | 28 grudnia 2007      | Dziewczyna Barta                             |
| 111 - 608 2F05 | Stany Zjednoczone | 13 listopada 1994    | Lisa on Ice                                  |
| 111 - 608 2F05 | Polska            | 31 grudnia 2007      | Lisa na lodzie                               |
| 112 - 609 2F06 | Stany Zjednoczone | 27 listopada 1994    | Homer Badman                                 |
| 112 - 609 2F06 | Polska            | 1 stycznia 2008      | Wróg publiczny                               |
| 113 - 610 2F07 | Stany Zjednoczone | 4 grudnia 1994       | Grampa vs. Sexual Inadequacy                 |
| 113 - 610 2F07 | Polska            | 2 stycznia 2008      | Dziadek i niedopasowanie seksualne           |
| 114 - 611 2F08 | Stany Zjednoczone | 18 grudnia 1994      | Fear of Flying                               |
| 114 - 611 2F08 | Polska            | 3 stycznia 2008      | Lęk przed lataniem                           |
| 115 - 612 2F09 | Stany Zjednoczone | 8 stycznia 1995      | Homer the Great                              |
| 115 - 612 2F09 | Polska            | 4 stycznia 2008      | Homer Wielki                                 |
| 116 - 613 2F10 | Stany Zjednoczone | 22 stycznia 1995     | And Maggie Makes Three                       |
| 116 - 613 2F10 | Polska            | 7 stycznia 2008      | Z Maggie jest nas troje                      |
| 117 - 614 2F11 | Stany Zjednoczone | 5 lutego 1995        | Bart's Comet                                 |
| 117 - 614 2F11 | Polska            | 8 stycznia 2008      | Kometa Barta                                 |
| 118 - 615 2F12 | Stany Zjednoczone | 12 lutego 1995       | Homie the Clown                              |
| 118 - 615 2F12 | Polska            | 9 stycznia 2008      | Homer klaunem                                |
| 119 - 616 2F13 | Stany Zjednoczone | 19 lutego 1995       | Bart vs. Australia                           |
| 119 - 616 2F13 | Polska            | 10 stycznia 2008     | Bart kontra Australia                        |
| 120 - 617 2F14 | Stany Zjednoczone | 26 lutego 1995       | Homer vs. Patty & Selma                      |
| 120 - 617 2F14 | Polska            | 11 stycznia 2008     | Homer kontra Patty i Selma                   |
| 121 - 618 2F31 | Stany Zjednoczone | 5 marca 1995         | A Star Is Burns                              |
| 121 - 618 2F31 | Polska            | 14 stycznia 2008     | Burns gwiazdą                                |
| 122 - 619 2F15 | Stany Zjednoczone | 19 marca 1995        | Lisa's Wedding                               |
| 122 - 619 2F15 | Polska            | 15 stycznia 2008     | Ślub Lisy                                    |
| 123 - 620 2F18 | Stany Zjednoczone | 9 kwietnia 1995      | Two Dozen and One Greyhounds                 |
| 123 - 620 2F18 | Polska            | 16 stycznia 2008     | Chartów dwa tuziny i jeden                   |
| 124 - 621 2F19 | Stany Zjednoczone | 16 kwietnia 1995     | The PTA Disbands                             |
| 124 - 621 2F19 | Polska            | 17 stycznia 2008     | Koniec Stowarzyszenia Nauczycieli i Rodziców |
| 125 - 622 2F32 | Stany Zjednoczone | 30 kwietnia 1995     | 'Round Springfield                           |
| 125 - 622 2F32 | Polska            | 18 stycznia 2008     | Dookoła Springfield                          |
| 126 - 623 2F21 | Stany Zjednoczone | 7 maja 1995          | The Springfield Connection                   |
| 126 - 623 2F21 | Polska            | 21 stycznia 2008     | Springfieldzki łącznik                       |
| 127 - 624 2F22 | Stany Zjednoczone | 14 maja 1995         | Lemon of Troy                                |
| 127 - 624 2F22 | Polska            | 22 stycznia 2008     | Cytryna trojańska                            |
| 128 - 625 2F16 | Stany Zjednoczone | 21 maja 1995         | Who Shot Mr. Burns? (Part 1)                 |
| 128 - 625 2F16 | Polska            | 23 stycznia 2008     | Kto postrzelił pana Burnsa? (Część 1)        |

### Sezon 7
| #              | Kraj              | Premiera             | Tytuł                                                                               |
| -------------- | ----------------- | -------------------- | ----------------------------------------------------------------------------------- |
| 129 - 701 2F20 | Stany Zjednoczone | 17 września 1995     | Who Shot Mr. Burns? (Part 2)                                                        |
| 129 - 701 2F20 | Polska            | 28 stycznia 2008     | Kto postrzelił pana Burnsa? (Część 2)                                               |
| 130 - 702 2F17 | Stany Zjednoczone | 24 września 1995     | Radioactive Man                                                                     |
| 130 - 702 2F17 | Polska            | 29 stycznia 2008     | Radioaktywny                                                                        |
| 131 - 703 3F01 | Stany Zjednoczone | 1 października 1995  | Home Sweet Homediddly-Dum-Doodily                                                   |
| 131 - 703 3F01 | Polska            | 30 stycznia 2008     | Nie ma jak w domciu                                                                 |
| 132 - 704 3F02 | Stany Zjednoczone | 8 października 1995  | Bart Sells His Soul                                                                 |
| 132 - 704 3F02 | Polska            | 31 stycznia 2008     | Bart sprzedaje duszę                                                                |
| 133 - 705 3F03 | Stany Zjednoczone | 15 października 1995 | Lisa the Vegetarian                                                                 |
| 133 - 705 3F03 | Polska            | 1 lutego 2008        | Lisa wegetarianką                                                                   |
| 134 - 706 3F04 | Stany Zjednoczone | 29 października 1995 | Treehouse of Horror VI                                                              |
| 134 - 706 3F04 | Polska            | 4 lutego 2008        | Straszny domek na drzewie VI                                                        |
| 135 - 707 3F05 | Stany Zjednoczone | 5 listopada 1995     | King-Size Homer                                                                     |
| 135 - 707 3F05 | Polska            | 5 lutego 2008        | Maxi Homer                                                                          |
| 136 - 708 3F06 | Stany Zjednoczone | 19 listopada 1995    | Mother Simpson                                                                      |
| 136 - 708 3F06 | Polska            | 6 lutego 2008        | Babcia Simpson                                                                      |
| 137 - 709 3F08 | Stany Zjednoczone | 26 listopada 1995    | Sideshow Bob's Last Gleaming                                                        |
| 137 - 709 3F08 | Polska            | 7 lutego 2008        | Ostatni występ Pomocnika Boba                                                       |
| 138 - 710 3F31 | Stany Zjednoczone | 3 grudnia 1995       | The Simpsons 138th Episode Spectacular                                              |
| 138 - 710 3F31 | Polska            | 8 lutego 2008        | Gala z okazji 138. odcinka                                                          |
| 139 - 711 3F07 | Stany Zjednoczone | 17 grudnia 1995      | Marge Be Not Proud                                                                  |
| 139 - 711 3F07 | Polska            | 11 lutego 2008       | Marge nie będzie z tego dumna                                                       |
| 140 - 712 3F10 | Stany Zjednoczone | 7 stycznia 1996      | Team Homer                                                                          |
| 140 - 712 3F10 | Polska            | 12 lutego 2008       | Drużyna Homera                                                                      |
| 141 - 713 3F09 | Stany Zjednoczone | 14 stycznia 1996     | Two Bad Neighbors                                                                   |
| 141 - 713 3F09 | Polska            | 13 lutego 2008       | Źli sąsiedzi                                                                        |
| 142 - 714 3F11 | Stany Zjednoczone | 4 lutego 1996        | Scenes from the Class Struggle in Springfield                                       |
| 142 - 714 3F11 | Polska            | 14 lutego 2008       | Walka klasowa w Springfield                                                         |
| 143 - 715 3F12 | Stany Zjednoczone | 11 lutego 1996       | Bart the Fink                                                                       |
| 143 - 715 3F12 | Polska            | 15 lutego 2008       | Bart kapusiem                                                                       |
| 144 - 716 3F13 | Stany Zjednoczone | 18 lutego 1996       | Lisa the Iconoclast                                                                 |
| 144 - 716 3F13 | Polska            | 18 lutego 2008       | Lisa ikonoklastką                                                                   |
| 145 - 717 3F14 | Stany Zjednoczone | 25 lutego 1996       | Homer the Smithers                                                                  |
| 145 - 717 3F14 | Polska            | 19 lutego 2008       | Homer Smithersem                                                                    |
| 146 - 718 3F16 | Stany Zjednoczone | 17 marca 1996        | The Day the Violence Died                                                           |
| 146 - 718 3F16 | Polska            | 20 lutego 2008       | Dzień, w którym umarła przemoc                                                      |
| 147 - 719 3F15 | Stany Zjednoczone | 24 marca 1996        | A Fish Called Selma                                                                 |
| 147 - 719 3F15 | Polska            | 21 lutego 2008       | Rybka zwana Selmą                                                                   |
| 148 - 720 3F17 | Stany Zjednoczone | 31 marca 1996        | Bart on the Road                                                                    |
| 148 - 720 3F17 | Polska            | 22 lutego 2008       | Bart na drodze                                                                      |
| 149 - 721 3F18 | Stany Zjednoczone | 14 kwietnia 1996     | 22 Short Films About Springfield                                                    |
| 149 - 721 3F18 | Polska            | 25 lutego 2008       | 22 krótkie filmy o Springfield                                                      |
| 150 - 722 3F19 | Stany Zjednoczone | 28 kwietnia 1996     | Raging Abe Simpson and His Grumbling Grandson in "The Curse of the Flying Hellfish" |
| 150 - 722 3F19 | Polska            | 26 lutego 2008       | Wściekły Abe Simpson i jego wymagający wnuk w "Klątwie Latającej Diabloryby"        |
| 151 - 723 3F20 | Stany Zjednoczone | 5 maja 1996          | Much Apu About Nothing                                                              |
| 151 - 723 3F20 | Polska            | 27 lutego 2008       | Wiele szumu o nic                                                                   |
| 152 - 724 3F21 | Stany Zjednoczone | 19 maja 1996         | Homerpalooza                                                                        |
| 152 - 724 3F21 | Polska            | 28 lutego 2008       | Homerpalooza                                                                        |
| 153 - 725 3F22 | Stany Zjednoczone | 19 maja 1996         | Summer of 4 Ft. 2                                                                   |
| 153 - 725 3F22 | Polska            | 29 lutego 2008       | Spoko lato Lisy                                                                     |

### Sezon 8
| #              | Kraj              | Premiera             | Tytuł                                                                 |
| -------------- | ----------------- | -------------------- | --------------------------------------------------------------------- |
| 154 - 801 4F02 | Stany Zjednoczone | 27 października 1996 | Treehouse of Horror VII                                               |
| 154 - 801 4F02 | Polska            | 3 marca 2008         | Straszny domek na drzewie VII                                         |
| 155 - 802 3F23 | Stany Zjednoczone | 3 listopada 1996     | You Only Move Twice                                                   |
| 155 - 802 3F23 | Polska            | 4 marca 2008         | Przenosisz się tylko dwa razy                                         |
| 156 - 803 4F03 | Stany Zjednoczone | 10 listopada 1996    | The Homer They Fall                                                   |
| 156 - 803 4F03 | Polska            | 5 marca 2008         | Wielki upadek Homera                                                  |
| 157 - 804 4F05 | Stany Zjednoczone | 17 listopada 1996    | Burns, Baby Burns                                                     |
| 157 - 804 4F05 | Polska            | 6 marca 2008         | Syn pana Burnsa                                                       |
| 158 - 805 4F06 | Stany Zjednoczone | 24 listopada 1996    | Bart After Dark                                                       |
| 158 - 805 4F06 | Polska            | 7 marca 2008         | Zabawy po zmroku                                                      |
| 159 - 806 4F04 | Stany Zjednoczone | 1 grudnia 1996       | A Milhouse Divided                                                    |
| 159 - 806 4F04 | Polska            | 10 marca 2008        | Milhouse podzielony                                                   |
| 160 - 807 4F01 | Stany Zjednoczone | 15 grudnia 1996      | Lisa's Date with Density                                              |
| 160 - 807 4F01 | Polska            | 11 marca 2008        | Lisa spotyka swoje odmóżdżenie                                        |
| 161 - 808 4F07 | Stany Zjednoczone | 29 grudnia 1996      | Hurricane Neddy                                                       |
| 161 - 808 4F07 | Polska            | 12 marca 2008        | Huragan Neddy                                                         |
| 162 - 809 3F24 | Stany Zjednoczone | 5 stycznia 1997      | El Viaje Misterioso de Nuestro Jomer (The Mysterious Voyage of Homer) |
| 162 - 809 3F24 | Polska            | 13 marca 2008        | Tajemnicza podróż Homera                                              |
| 163 - 810 3G01 | Stany Zjednoczone | 12 stycznia 1997     | The Springfield Files                                                 |
| 163 - 810 3G01 | Polska            | 14 marca 2008        | Z archiwum Springfield                                                |
| 164 - 811 4F08 | Stany Zjednoczone | 19 stycznia 1997     | The Twisted World of Marge Simpson                                    |
| 164 - 811 4F08 | Polska            | 17 marca 2008        | Pokręcony świat Marge Simpson                                         |
| 165 - 812 4F10 | Stany Zjednoczone | 2 lutego 1997        | Mountain of Madness                                                   |
| 165 - 812 4F10 | Polska            | 18 marca 2008        | Szczyt szaleństwa                                                     |
| 166 - 813 3G03 | Stany Zjednoczone | 7 lutego 1997        | Simpsoncalifragilisticexpiala(Annoyed Grunt)cious                     |
| 166 - 813 3G03 | Polska            | 19 marca 2008        | Superhiperpiper                                                       |
| 167 - 814 4F12 | Stany Zjednoczone | 9 lutego 1997        | The Itchy & Scratchy & Poochie Show                                   |
| 167 - 814 4F12 | Polska            | 20 marca 2008        | Pocharatka, Zdrapek i Pysiek                                          |
| 168 - 815 4F11 | Stany Zjednoczone | 16 lutego 1997       | Homer's Phobia                                                        |
| 168 - 815 4F11 | Polska            | 21 marca 2008        | Fobia Homera                                                          |
| 169 - 816 4F14 | Stany Zjednoczone | 23 lutego 1997       | Brother from Another Series                                           |
| 169 - 816 4F14 | Polska            | 24 marca 2008        | Brat z innego serialu                                                 |
| 170 - 817 4F13 | Stany Zjednoczone | 2 marca 1997         | My Sister, My Sitter                                                  |
| 170 - 817 4F13 | Polska            | 25 marca 2008        | Moja siostra, moja opiekunka                                          |
| 171 - 818 4F15 | Stany Zjednoczone | 16 marca 1997        | Homer vs. The Eighteenth Amendment                                    |
| 171 - 818 4F15 | Polska            | 26 marca 2008        | Homer kontra 18. poprawka                                             |
| 172 - 819 4F09 | Stany Zjednoczone | 6 kwietnia 1997      | Grade School Confidential                                             |
| 172 - 819 4F09 | Polska            | 27 marca 2008        | Szkolny romans                                                        |
| 173 - 820 4F16 | Stany Zjednoczone | 13 kwietnia 1997     | The Canine Mutiny                                                     |
| 173 - 820 4F16 | Polska            | 28 marca 2008        | Psi bunt                                                              |
| 174 - 821 4F17 | Stany Zjednoczone | 20 kwietnia 1997     | The Old Man and the Lisa                                              |
| 174 - 821 4F17 | Polska            | 31 marca 2008        | Stary człowiek i Lisa                                                 |
| 175 - 822 4F18 | Stany Zjednoczone | 27 kwietnia 1997     | In Marge We Trust                                                     |
| 175 - 822 4F18 | Polska            | 1 kwietnia 2008      | Wierzymy w Marge                                                      |
| 176 - 823 4F19 | Stany Zjednoczone | 4 maja 1997          | Homer's Enemy                                                         |
| 176 - 823 4F19 | Polska            | 2 kwietnia 2008      | Wróg Homera                                                           |
| 177 - 824 4F20 | Stany Zjednoczone | 11 maja 1997         | The Simpsons Spin-Off Showcase                                        |
| 177 - 824 4F20 | Polska            | 3 kwietnia 2008      | Zestaw dokrętek                                                       |
| 178 - 825 4F21 | Stany Zjednoczone | 18 maja 1997         | The Secret War of Lisa Simpson                                        |
| 178 - 825 4F21 | Polska            | 4 kwietnia 2008      | Tajna wojna Lisy Simpson                                              |

### Sezon 9
| #              | Kraj              | Premiera             | Tytuł                                  |
| -------------- | ----------------- | -------------------- | -------------------------------------- |
| 179 - 901 4F22 | Stany Zjednoczone | 21 września 1997     | The City of New York vs. Homer Simpson |
| 179 - 901 4F22 | Polska            | 7 kwietnia 2008      | Nowy Jork kontra Homer Simpson         |
| 180 - 902 4F23 | Stany Zjednoczone | 28 września 1997     | The Principal and the Pauper           |
| 180 - 902 4F23 | Polska            | 8 kwietnia 2008      | Dyrektor i żebrak                      |
| 181 - 903 3G02 | Stany Zjednoczone | 19 października 1997 | Lisa's Sax                             |
| 181 - 903 3G02 | Polska            | 10 kwietnia 2008     | Saksofon Lisy                          |
| 182 - 904 5F02 | Stany Zjednoczone | 26 października 1997 | Treehouse of Horror VIII               |
| 182 - 904 5F02 | Polska            | 11 kwietnia 2008     | Straszny domek na drzewie VIII         |
| 183 - 905 5F01 | Stany Zjednoczone | 2 listopada 1997     | The Cartridge Family                   |
| 183 - 905 5F01 | Polska            | 14 kwietnia 2008     | Postrzelona rodzinka                   |
| 184 - 906 5F03 | Stany Zjednoczone | 9 listopada 1997     | Bart Star                              |
| 184 - 906 5F03 | Polska            | 15 kwietnia 2008     | Mistrz Bart                            |
| 185 - 907 5F04 | Stany Zjednoczone | 16 listopada 1997    | The Two Mrs. Nahasapeemapetilons       |
| 185 - 907 5F04 | Polska            | 16 kwietnia 2008     | Dwie panie Nahasapeemapetilon          |
| 186 - 908 5F05 | Stany Zjednoczone | 23 listopada 1997    | Lisa the Skeptic                       |
| 186 - 908 5F05 | Polska            | 17 kwietnia 2008     | Niewierna Lisa                         |
| 187 - 909 5F06 | Stany Zjednoczone | 7 grudnia 1997       | Realty Bites                           |
| 187 - 909 5F06 | Polska            | 18 kwietnia 2008     | Nieruchomy cel                         |
| 188 - 910 5F07 | Stany Zjednoczone | 21 grudnia 1997      | Miracle on Evergreen Terrace           |
| 188 - 910 5F07 | Polska            | 21 kwietnia 2008     | Świąteczny cud                         |
| 189 - 911 5F24 | Stany Zjednoczone | 4 stycznia 1998      | All Singing, All Dancing               |
| 189 - 911 5F24 | Polska            | 22 kwietnia 2008     | Wszyscy na scenę                       |
| 190 - 912 5F08 | Stany Zjednoczone | 11 stycznia 1998     | Bart Carny                             |
| 190 - 912 5F08 | Polska            | 23 kwietnia 2008     | Wesoło-miasteczkowy Bart               |
| 191 - 913 5F23 | Stany Zjednoczone | 8 lutego 1998        | The Joy of Sect                        |
| 191 - 913 5F23 | Polska            | 24 kwietnia 2008     | Sekta                                  |
| 192 - 914 5F11 | Stany Zjednoczone | 15 lutego 1998       | Das Bus                                |
| 192 - 914 5F11 | Polska            | 25 kwietnia 2008     | Das Bus                                |
| 193 - 915 5F10 | Stany Zjednoczone | 22 lutego 1998       | The Last Temptation of Krust           |
| 193 - 915 5F10 | Polska            | 28 kwietnia 2008     | Ostatnie kuszenie Krusty'ego           |
| 194 - 916 5F12 | Stany Zjednoczone | 1 marca 1998         | Dumbbell Indemnity                     |
| 194 - 916 5F12 | Polska            | 29 kwietnia 2008     | Debilne ubezpieczenie                  |
| 195 - 917 4F24 | Stany Zjednoczone | 8 marca 1998         | Lisa the Simpson                       |
| 195 - 917 4F24 | Polska            | 9 kwietnia 2008      | Lisa, typowa Simpson                   |
| 196 - 918 5F13 | Stany Zjednoczone | 22 marca 1998        | This Little Wiggy                      |
| 196 - 918 5F13 | Polska            | 30 kwietnia 2008     | Ten mały imbecyl                       |
| 197 - 919 3G04 | Stany Zjednoczone | 29 marca 1998        | Simpson Tide                           |
| 197 - 919 3G04 | Polska            | 1 maja 2008          | Fala Simpsonów                         |
| 198 - 920 5F14 | Stany Zjednoczone | 5 kwietnia 1998      | The Trouble with Trillions             |
| 198 - 920 5F14 | Polska            | 2 maja 2008          | Kłopoty z bilionami                    |
| 199 - 921 5F15 | Stany Zjednoczone | 19 kwietnia 1998     | Girly Edition                          |
| 199 - 921 5F15 | Polska            | 5 maja 2008          | Wydanie dziewczęce                     |
| 200 - 922 5F09 | Stany Zjednoczone | 26 kwietnia 1998     | Trash of the Titans                    |
| 200 - 922 5F09 | Polska            | 6 maja 2008          | Walka o śmieci                         |
| 201 - 923 5F16 | Stany Zjednoczone | 3 maja 1998          | King of the Hill                       |
| 201 - 923 5F16 | Polska            | 7 maja 2008          | Król wzgórza                           |
| 202 - 924 5F17 | Stany Zjednoczone | 10 maja 1998         | Lost Our Lisa                          |
| 202 - 924 5F17 | Polska            | 8 maja 2008          | Liso, wróć                             |
| 203 - 925 5F18 | Stany Zjednoczone | 17 maja 1998         | Natural Born Kissers                   |
| 203 - 925 5F18 | Polska            | 9 maja 2008          | Strach ma wielkie serce                |

### Sezon 10
| #                 | Kraj              | Premiera             | Tytuł                                        |
| ----------------- | ----------------- | -------------------- | -------------------------------------------- |
| 204 - 1001 5F20   | Stany Zjednoczone | 23 sierpnia 1998     | Lard of the Dance                            |
| 204 - 1001 5F20   | Polska            | 12 maja 2008         | Grizz i spółka                               |
| 205 - 1002 5F21   | Stany Zjednoczone | 20 września 1998     | The Wizard of Evergreen Terrace              |
| 205 - 1002 5F21   | Polska            | 13 maja 2008         | Czarodziej ze Springfield Park               |
| 206 - 1003 5F22   | Stany Zjednoczone | 27 września 1998     | Bart the Mother                              |
| 206 - 1003 5F22   | Polska            | 14 maja 2008         | Mateczka Bart                                |
| 207 - 1004 AABF01 | Stany Zjednoczone | 25 października 1998 | Treehouse of Horror IX                       |
| 207 - 1004 AABF01 | Polska            | 15 maja 2008         | Straszny domek na drzewie IX                 |
| 208 - 1005 5F19   | Stany Zjednoczone | 8 listopada 1998     | When You Dish upon a Star                    |
| 208 - 1005 5F19   | Polska            | 16 maja 2008         | Spadający z gwiazdy                          |
| 209 - 1006 AABF02 | Stany Zjednoczone | 15 listopada 1998    | D'oh-in in the Wind                          |
| 209 - 1006 AABF02 | Polska            | 19 maja 2008         | Przeminęło z haszem                          |
| 210 - 1007 AABF03 | Stany Zjednoczone | 22 listopada 1998    | Lisa Gets an "A"                             |
| 210 - 1007 AABF03 | Polska            | 20 maja 2008         | Prymuska Lisa                                |
| 211 - 1008 AABF04 | Stany Zjednoczone | 6 grudnia 1998       | Homer Simpson in: "Kidney Trouble"           |
| 211 - 1008 AABF04 | Polska            | 21 maja 2008         | Nerkomani                                    |
| 212 - 1009 AABF05 | Stany Zjednoczone | 20 grudnia 1998      | Mayored to the Mob                           |
| 212 - 1009 AABF05 | Polska            | 22 maja 2008         | Goryl burmistrza                             |
| 213 - 1010 AABF06 | Stany Zjednoczone | 10 stycznia 1999     | Viva Ned Flanders                            |
| 213 - 1010 AABF06 | Polska            | 23 maja 2008         | Viva Ned Flanders                            |
| 214 - 1011 AABF07 | Stany Zjednoczone | 17 stycznia 1999     | Wild Barts Can't Be Broken                   |
| 214 - 1011 AABF07 | Polska            | 26 maja 2008         | Dziki Bart nie da się złamać                 |
| 215 - 1012 AABF08 | Stany Zjednoczone | 31 stycznia 1999     | Sunday, Cruddy Sunday                        |
| 215 - 1012 AABF08 | Polska            | 27 maja 2008         | Paskudna niedziela                           |
| 216 - 1013 AABF09 | Stany Zjednoczone | 7 lutego 1999        | Homer to the Max                             |
| 216 - 1013 AABF09 | Polska            | 28 maja 2008         | Homer na Maksa                               |
| 217 - 1014 AABF11 | Stany Zjednoczone | 14 lutego 1999       | I'm with Cupid                               |
| 217 - 1014 AABF11 | Polska            | 29 maja 2008         | Strzała Amora                                |
| 218 - 1015 AABF10 | Stany Zjednoczone | 21 lutego 1999       | Marge Simpson in: "Screaming Yellow Honkers" |
| 218 - 1015 AABF10 | Polska            | 30 maja 2008         | Marge Simpson i najsilniejszy klakson        |
| 219 - 1016 AABF12 | Stany Zjednoczone | 28 lutego 1999       | Make Room for Lisa                           |
| 219 - 1016 AABF12 | Polska            | 2 czerwca 2008       | Pokój dla Lisy                               |
| 220 - 1017 AABF13 | Stany Zjednoczone | 28 marca 1999        | Maximum Homerdrive                           |
| 220 - 1017 AABF13 | Polska            | 3 czerwca 2008       | Ostra jazda Homera                           |
| 221 - 1018 AABF14 | Stany Zjednoczone | 4 kwietnia 1999      | Simpsons Bible Stories                       |
| 221 - 1018 AABF14 | Polska            | 4 czerwca 2008       | Opowieści biblijne Simpsonów                 |
| 222 - 1019 AABF15 | Stany Zjednoczone | 11 kwietnia 1999     | Mom and Pop Art                              |
| 222 - 1019 AABF15 | Polska            | 5 czerwca 2008       | Mama, tata i pop-art                         |
| 223 - 1020 AABF16 | Stany Zjednoczone | 25 kwietnia 1999     | The Old Man and the "C" Student              |
| 223 - 1020 AABF16 | Polska            | 6 czerwca 2008       | Stary człowiek i czarna owca                 |
| 224 - 1021 AABF17 | Stany Zjednoczone | 2 maja 1999          | Monty Can't Buy Me Love                      |
| 224 - 1021 AABF17 | Polska            | 9 czerwca 2008       | Monty nie kupi mi miłości                    |
| 225 - 1022 AABF18 | Stany Zjednoczone | 9 maja 1999          | They Saved Lisa's Brain                      |
| 225 - 1022 AABF18 | Polska            | 10 czerwca 2008      | Oni uratowali mózg Lisy                      |
| 226 - 1023 AABF20 | Stany Zjednoczone | 16 maja 1999         | Thirty Minutes over Tokyo                    |
| 226 - 1023 AABF20 | Polska            | 11 czerwca 2008      | 30 minut nad Tokio                           |

### Sezon 11
| #                 | Kraj              | Premiera             | Tytuł                                   |
| ----------------- | ----------------- | -------------------- | --------------------------------------- |
| 227 - 1101 AABF23 | Stany Zjednoczone | 26 września 1999     | Beyond Blunderdome                      |
| 227 - 1101 AABF23 | Polska            | 12 czerwca 2008      | Pod kopułą chały                        |
| 228 - 1102 AABF22 | Stany Zjednoczone | 3 października 1999  | Brother's Little Helper                 |
| 228 - 1102 AABF22 | Polska            | 13 czerwca 2008      | Odpał Barta                             |
| 229 - 1103 AABF21 | Stany Zjednoczone | 24 października 1999 | Guess Who's Coming to Criticize Dinner? |
| 229 - 1103 AABF21 | Polska            | 16 czerwca 2008      | Zgadnij kto skrytykuje kolację?         |
| 230 - 1104 BABF01 | Stany Zjednoczone | 31 października 1999 | Treehouse of Horror X                   |
| 230 - 1104 BABF01 | Polska            | 17 czerwca 2008      | Straszny domek na drzewie X             |
| 231 - 1105 AABF19 | Stany Zjednoczone | 7 listopada 1999     | E-I-E-I-(Annoyed Grunt)                 |
| 231 - 1105 AABF19 | Polska            | 18 czerwca 2008      | Ojej!                                   |
| 232 - 1106 BABF02 | Stany Zjednoczone | 14 listopada 1999    | Hello Gutter, Hello Fadder              |
| 232 - 1106 BABF02 | Polska            | 19 czerwca 2008      | Mistrz toru, mistrz życia               |
| 233 - 1107 BABF03 | Stany Zjednoczone | 21 listopada 1999    | Eight Misbehavin'                       |
| 233 - 1107 BABF03 | Polska            | 20 czerwca 2008      | Nieobliczalne ośmioraczki               |
| 234 - 1108 BABF05 | Stany Zjednoczone | 28 listopada 1999    | Take My Wife, Sleaze                    |
| 234 - 1108 BABF05 | Polska            | 23 czerwca 2008      | Zabierzcie moją żonę                    |
| 235 - 1109 BABF07 | Stany Zjednoczone | 19 grudnia 1999      | Grift of the Magi                       |
| 235 - 1109 BABF07 | Polska            | 24 czerwca 2008      | Prezenty od kanciarzy                   |
| 236 - 1110 BABF04 | Stany Zjednoczone | 9 stycznia 2000      | Little Big Mom                          |
| 236 - 1110 BABF04 | Polska            | 25 czerwca 2008      | Mała wielka mama                        |
| 237 - 1111 BABF06 | Stany Zjednoczone | 16 stycznia 2000     | Faith Off                               |
| 237 - 1111 BABF06 | Polska            | 26 czerwca 2008      | Bez wiary                               |
| 238 - 1112 BABF08 | Stany Zjednoczone | 23 stycznia 2000     | The Mansion Family                      |
| 238 - 1112 BABF08 | Polska            | 27 czerwca 2008      | Smak luksusu                            |
| 239 - 1113 BABF09 | Stany Zjednoczone | 6 lutego 2000        | Saddlesore Galactica                    |
| 239 - 1113 BABF09 | Polska            | 30 czerwca 2008      | Galaktyka sińców                        |
| 240 - 1114 BABF10 | Stany Zjednoczone | 13 lutego 2000       | Alone Again, Natura-Diddily             |
| 240 - 1114 BABF10 | Polska            | 1 lipca 2008         | Znowu sam, taramtamtam                  |
| 241 - 1115 BABF11 | Stany Zjednoczone | 20 lutego 2000       | Missionary: Impossible                  |
| 241 - 1115 BABF11 | Polska            | 2 lipca 2008         | Misjonarz: Niemożliwy                   |
| 242 - 1116 BABF12 | Stany Zjednoczone | 27 lutego 2000       | Pygmoelian                              |
| 242 - 1116 BABF12 | Polska            | 3 lipca 2008         | Pygmoelian                              |
| 243 - 1117 BABF13 | Stany Zjednoczone | 19 marca 2000        | Bart to the Future                      |
| 243 - 1117 BABF13 | Polska            | 4 lipca 2008         | Bart do przyszłości                     |
| 244 - 1118 BABF14 | Stany Zjednoczone | 9 kwietnia 2000      | Days of Wine and D'oh'ses               |
| 244 - 1118 BABF14 | Polska            | 7 lipca 2008         | Dni wina i wzgórz                       |
| 245 - 1119 BABF16 | Stany Zjednoczone | 30 kwietnia 2000     | Kill the Alligator and Run              |
| 245 - 1119 BABF16 | Polska            | 8 lipca 2008         | Zabij aligatora i w nogi                |
| 246 - 1120 BABF15 | Stany Zjednoczone | 7 maja 2000          | Last Tap Dance in Springfield           |
| 246 - 1120 BABF15 | Polska            | 9 lipca 2008         | Ostatnie stepowanie w Springfield       |
| 247 - 1121 BABF18 | Stany Zjednoczone | 14 maja 2000         | It's A Mad, Mad, Mad, Mad Marge         |
| 247 - 1121 BABF18 | Polska            | 10 lipca 2008        | Ta szalona, szalona Marge               |
| 248 - 1122 BABF19 | Stany Zjednoczone | 21 maja 2000         | Behind the Laughter                     |
| 248 - 1122 BABF19 | Polska            | 11 lipca 2008        | Kulisy śmiechu                          |

### Sezon 12
| #                 | Kraj              | Premiera          | Tytuł                                 |
| ----------------- | ----------------- | ----------------- | ------------------------------------- |
| 249 - 1201 BABF21 | Stany Zjednoczone | 1 listopada 2000  | Treehouse of Horror XI                |
| 249 - 1201 BABF21 | Polska            | 14 lipca 2008     | Straszny domek na drzewie XI          |
| 250 - 1202 BABF20 | Stany Zjednoczone | 5 listopada 2000  | A Tale of Two Springfields            |
| 250 - 1202 BABF20 | Polska            | 15 lipca 2008     | Opowieść o dwóch miastach Springfield |
| 251 - 1203 BABF17 | Stany Zjednoczone | 12 listopada 2000 | Insane Clown Poppy                    |
| 251 - 1203 BABF17 | Polska            | 16 lipca 2008     | Szalony klaun Krusty                  |
| 252 - 1204 CABF01 | Stany Zjednoczone | 19 listopada 2000 | Lisa the Tree Hugger                  |
| 252 - 1204 CABF01 | Polska            | 17 lipca 2008     | Lisa miłośniczka drzew                |
| 253 - 1205 CABF04 | Stany Zjednoczone | 26 listopada 2000 | Homer vs. Dignity                     |
| 253 - 1205 CABF04 | Polska            | 18 lipca 2008     | Homer kontra godność                  |
| 254 - 1206 CABF02 | Stany Zjednoczone | 3 grudnia 2000    | The Computer Wore Menace Shoes        |
| 254 - 1206 CABF02 | Polska            | 21 lipca 2008     | Komputer w groźnych butach            |
| 255 - 1207 CABF03 | Stany Zjednoczone | 10 grudnia 2000   | The Great Money Caper                 |
| 255 - 1207 CABF03 | Polska            | 22 lipca 2008     | Oszukańcza gra                        |
| 256 - 1208 CABF06 | Stany Zjednoczone | 17 grudnia 2000   | Skinner's Sense of Snow               |
| 256 - 1208 CABF06 | Polska            | 23 lipca 2008     | Skinner w labiryntach śniegu          |
| 257 - 1209 BABF22 | Stany Zjednoczone | 7 stycznia 2001   | HOMR                                  |
| 257 - 1209 BABF22 | Polska            | 24 lipca 2008     | HOMR                                  |
| 258 - 1210 CABF05 | Stany Zjednoczone | 14 stycznia 2001  | Pokey Mom                             |
| 258 - 1210 CABF05 | Polska            | 25 lipca 2008     | Mama w pace                           |
| 259 - 1211 CABF08 | Stany Zjednoczone | 4 lutego 2001     | Worst Episode Ever                    |
| 259 - 1211 CABF08 | Polska            | 28 lipca 2008     | Najgorszy epizod świata               |
| 260 - 1212 CABF07 | Stany Zjednoczone | 11 lutego 2001    | Tennis the Menace                     |
| 260 - 1212 CABF07 | Polska            | 29 lipca 2008     | Zabawiacki tenis                      |
| 261 - 1213 CABF10 | Stany Zjednoczone | 18 lutego 2001    | Day of the Jackanapes                 |
| 261 - 1213 CABF10 | Polska            | 30 lipca 2008     | Dzień łobuza                          |
| 262 - 1214 CABF12 | Stany Zjednoczone | 25 lutego 2001    | New Kids on the Blecch                |
| 262 - 1214 CABF12 | Polska            | 31 lipca 2008     | Nowy boysband                         |
| 263 - 1215 CABF09 | Stany Zjednoczone | 4 marca 2001      | Hungry, Hungry Homer                  |
| 263 - 1215 CABF09 | Polska            | 1 sierpnia 2008   | Głodny Homer                          |
| 264 - 1216 CABF11 | Stany Zjednoczone | 11 marca 2001     | Bye Bye Nerdie                        |
| 264 - 1216 CABF11 | Polska            | 4 sierpnia 2008   | Tłuczone jajogłowy                    |
| 265 - 1217 CABF13 | Stany Zjednoczone | 1 kwietnia 2001   | Simpson Safari                        |
| 265 - 1217 CABF13 | Polska            | 5 sierpnia 2008   | Safari Simpsonów                      |
| 266 - 1218 CABF14 | Stany Zjednoczone | 29 kwietnia 2001  | Trilogy of Error                      |
| 266 - 1218 CABF14 | Polska            | 6 sierpnia 2008   | Trylogia błędów                       |
| 267 - 1219 CABF15 | Stany Zjednoczone | 6 maja 2001       | I'm Goin' to Praiseland               |
| 267 - 1219 CABF15 | Polska            | 7 sierpnia 2008   | Kraina chwały                         |
| 268 - 1220 CABF16 | Stany Zjednoczone | 13 maja 2001      | Children of a Lesser Clod             |
| 268 - 1220 CABF16 | Polska            | 8 sierpnia 2008   | Dzieci mniejszego gamonia             |
| 269 - 1221 CABF17 | Stany Zjednoczone | 20 maja 2001      | Simpsons Tall Tales                   |
| 269 - 1221 CABF17 | Polska            | 11 sierpnia 2008  | Bujdy na resorach                     |

### Sezon 13
| #                 | Kraj              | Premiera          | Tytuł                                |
| ----------------- | ----------------- | ----------------- | ------------------------------------ |
| 270 - 1301 CABF19 | Stany Zjednoczone | 6 listopada 2001  | Treehouse of Horrror XII             |
| 270 - 1301 CABF19 | Polska            | 12 sierpnia 2008  | Straszny domek na drzewie XII        |
| 271 - 1302 CABF22 | Stany Zjednoczone | 11 listopada 2001 | The Parent Rap                       |
| 271 - 1302 CABF22 | Polska            | 13 sierpnia 2008  | Cięgi dla rodziców                   |
| 272 - 1303 CABF20 | Stany Zjednoczone | 18 listopada 2001 | Homer the Moe                        |
| 272 - 1303 CABF20 | Polska            | 14 sierpnia 2008  | Homer Moe                            |
| 273 - 1304 CABF18 | Stany Zjednoczone | 2 grudnia 2001    | A Hunka Hunka Burns in Love          |
| 273 - 1304 CABF18 | Polska            | 15 sierpnia 2008  | Spłonąć z miłości                    |
| 274 - 1305 CABF21 | Stany Zjednoczone | 9 grudnia 2001    | The Blunder Years                    |
| 274 - 1305 CABF21 | Polska            | 18 sierpnia 2008  | Bezmyślne lata                       |
| 275 - 1306 DABF02 | Stany Zjednoczone | 16 grudnia 2001   | She of Little Faith                  |
| 275 - 1306 DABF02 | Polska            | 19 sierpnia 2008  | Mała małej wiary                     |
| 276 - 1307 DABF01 | Stany Zjednoczone | 6 stycznia 2002   | Brawl in the Family                  |
| 276 - 1307 DABF01 | Polska            | 20 sierpnia 2008  | Awantura w rodzinie                  |
| 277 - 1308 DABF03 | Stany Zjednoczone | 20 stycznia 2002  | Sweets and Sour Marge                |
| 277 - 1308 DABF03 | Polska            | 21 sierpnia 2008  | Marge słodko-kwaśna                  |
| 278 - 1309 DABF05 | Stany Zjednoczone | 27 stycznia 2002  | Jaws Wired Shut                      |
| 278 - 1309 DABF05 | Polska            | 22 sierpnia 2008  | Szczęki szeroko zadrutowane          |
| 279 - 1310 DABF04 | Stany Zjednoczone | 10 lutego 2002    | Half-Decent Proposal                 |
| 279 - 1310 DABF04 | Polska            | 25 sierpnia 2008  | Niezbyt moralna propozycja           |
| 280 - 1311 DABF06 | Stany Zjednoczone | 17 lutego 2002    | The Bart Wants What It Wants         |
| 280 - 1311 DABF06 | Polska            | 26 sierpnia 2008  | Bart wie, czego chce                 |
| 281 - 1312 DABF07 | Stany Zjednoczone | 24 lutego 2002    | The Lastest Gun in the West          |
| 281 - 1312 DABF07 | Polska            | 27 sierpnia 2008  | Najgorszy rewolwerowiec na Zachodzie |
| 282 - 1313 DABF09 | Stany Zjednoczone | 10 marca 2002     | The Old Man and the Key              |
| 282 - 1313 DABF09 | Polska            | 28 sierpnia 2008  | Stary człowiek i klucz               |
| 283 - 1314 DABF08 | Stany Zjednoczone | 17 marca 2002     | Tales from the Public Domain         |
| 283 - 1314 DABF08 | Polska            | 29 sierpnia 2008  | Opowieści z biblioteki               |
| 284 - 1315 DABF10 | Stany Zjednoczone | 31 marca 2002     | Blame it on Lisa                     |
| 284 - 1315 DABF10 | Polska            | 1 września 2008   | Zwalcie to na Lisę                   |
| 285 - 1316 DABF11 | Stany Zjednoczone | 7 kwietnia 2002   | Weekend at Burnsie's                 |
| 285 - 1316 DABF11 | Polska            | 2 września 2008   | Weekend u Burnsa                     |
| 286 - 1317 DABF12 | Stany Zjednoczone | 21 kwietnia 2002  | Gump Roast                           |
| 286 - 1317 DABF12 | Polska            | 3 września 2008   | Homer Gump                           |
| 287 - 1318 DABF13 | Stany Zjednoczone | 28 kwietnia 2002  | I am Furious Yellow                  |
| 287 - 1318 DABF13 | Polska            | 4 września 2008   | Jestem wściekły w kolorze żółtym     |
| 288 - 1319 DABF14 | Stany Zjednoczone | 5 maja 2002       | The Sweetest Apu                     |
| 288 - 1319 DABF14 | Polska            | 5 września 2008   | Najsłodszy Apu                       |
| 289 - 1320 DABF15 | Stany Zjednoczone | 12 maja 2002      | Little Girl in the Big Ten           |
| 289 - 1320 DABF15 | Polska            | 8 września 2008   | Lisa mistrzynią sportu               |
| 290 - 1321 DABF16 | Stany Zjednoczone | 19 maja 2002      | The Frying Game                      |
| 290 - 1321 DABF16 | Polska            | 9 września 2008   | Krzesło elektryczne                  |
| 291 - 1322 DABF17 | Stany Zjednoczone | 22 maja 2002      | Papa's Got a Brand New Badge         |
| 291 - 1322 DABF17 | Polska            | 10 września 2008  | Tata ma nową odznakę                 |

### Sezon 14
| #                 | Kraj              | Premiera             | Tytuł                                 |
| ----------------- | ----------------- | -------------------- | ------------------------------------- |
| 292 - 1401 DABF19 | Stany Zjednoczone | 3 listopada 2002     | Treehouse of Horror XIII              |
| 292 - 1401 DABF19 | Polska            | 11 września 2008     | Straszny domek na drzewie XIII        |
| 293 - 1402 DABF22 | Stany Zjednoczone | 10 listopada 2002    | How I Spent My Strummer Vacation      |
| 293 - 1402 DABF22 | Polska            | 12 września 2008     | Wakacje z gitarą                      |
| 294 - 1403 DABF20 | Stany Zjednoczone | 17 listopada 2002    | Bart vs. Lisa vs. The Third Grade     |
| 294 - 1403 DABF20 | Polska            | 15 września 2008     | Bart kontra Lisa kontra trzecia klasa |
| 295 - 1404 DABF18 | Stany Zjednoczone | 24 listopada 2002    | Large Marge                           |
| 295 - 1404 DABF18 | Polska            | 16 września 2008     | Marge seksbombą                       |
| 296 - 1405 DABF21 | Stany Zjednoczone | 1 grudnia 2002       | Helter Shelter                        |
| 296 - 1405 DABF21 | Polska            | 17 września 2008     | Dom na jakiś czas                     |
| 297 - 1406 EABF01 | Stany Zjednoczone | 15 grudnia 2002      | The Great Louse Detective             |
| 297 - 1406 EABF01 | Polska            | 18 września 2008     | Wielki wszawy detektyw                |
| 298 - 1407 EABF02 | Stany Zjednoczone | 5 stycznia 2003      | Special Edna                          |
| 298 - 1407 EABF02 | Polska            | 19 września 2008     | Niezwykła Edna                        |
| 299 - 1408 EABF03 | Stany Zjednoczone | 12 stycznia 2003     | The Dad Who Knew Too Little           |
| 299 - 1408 EABF03 | Polska            | 22 września 2008     | Ojciec, który za mało wiedział        |
| 300 - 1409 EABF04 | Stany Zjednoczone | 2 lutego 2003        | Strong Arms of The Ma                 |
| 300 - 1409 EABF04 | Polska            | 23 września 2008     | Silne ramiona mamy                    |
| 301 - 1410 EABF06 | Stany Zjednoczone | 9 lutego 2003        | Pray Anything                         |
| 301 - 1410 EABF06 | Polska            | 24 września 2008     | Módl się o wszystko                   |
| 302 - 1411 EABF05 | Stany Zjednoczone | 16 lutego 2003       | Barting Over                          |
| 302 - 1411 EABF05 | Polska            | 25 września 2008     | Bart zaczyna od nowa                  |
| 303 - 1412 EABF07 | Stany Zjednoczone | 16 lutego 2003       | I'm Spelling as Fast as I Can         |
| 303 - 1412 EABF07 | Polska            | 26 września 2008     | Szybciej literować nie umiem          |
| 304 - 1413 EABF08 | Stany Zjednoczone | 2 marca 2003         | A Star Is Born-Again                  |
| 304 - 1413 EABF08 | Polska            | 29 września 2008     | Powtórne narodziny gwiazdy            |
| 305 - 1414 EABF09 | Stany Zjednoczone | 9 marca 2003         | Mr. Spritz Goes to Washington         |
| 305 - 1414 EABF09 | Polska            | 30 września 2008     | Krusty jedzie do Waszyngtonu          |
| 306 - 1415 EABF10 | Stany Zjednoczone | 16 marca 2003        | C.E. D'oh                             |
| 306 - 1415 EABF10 | Polska            | 1 października 2008  | Homer dyrektor generalny              |
| 307 - 1416 EABF11 | Stany Zjednoczone | 30 marca 2003        | 'Scuse Me While I Miss the Sky        |
| 307 - 1416 EABF11 | Polska            | 2 października 2008  | Spójrz w niebo                        |
| 308 - 1417 EABF12 | Stany Zjednoczone | 13 kwietnia 2003     | Three Gays of the Condo               |
| 308 - 1417 EABF12 | Polska            | 3 października 2008  | Trzy dni geja                         |
| 309 - 1418 EABF13 | Stany Zjednoczone | 27 kwietnia 2003     | Dude, Where's My Ranch?               |
| 309 - 1418 EABF13 | Polska            | 6 października 2008  | Stary, gdzie moje ranczo?             |
| 310 - 1419 EABF14 | Stany Zjednoczone | 4 maja 2003          | Old Yeller Belly                      |
| 310 - 1419 EABF14 | Polska            | 7 października 2008  | Stary cykor                           |
| 311 - 1420 EABF15 | Stany Zjednoczone | 11 maja 2003         | Brake My Wife, Please                 |
| 311 - 1420 EABF15 | Polska            | 8 października 2008  | Proszę, powstrzymajcie moją żonę      |
| 312 - 1421 EABF16 | Stany Zjednoczone | 18 maja 2003         | Bart of War                           |
| 312 - 1421 EABF16 | Polska            | 9 października 2008  | Bart na wojennej ścieżce              |
| 313 - 1422 EABF17 | Stany Zjednoczone | 18 maja 2003         | Moe Baby Blues                        |
| 313 - 1422 EABF17 | Polska            | 10 października 2008 | Dziecinka Moego                       |

### Sezon 15
| #                 | Kraj              | Premiera             | Tytuł                                                             |
| ----------------- | ----------------- | -------------------- | ----------------------------------------------------------------- |
| 314 - 1501 EABF21 | Stany Zjednoczone | 2 listopada 2003     | Treehouse of Horror XIV                                           |
| 314 - 1501 EABF21 | Polska            | 31 października 2008 | Straszny domek na drzewie XIV                                     |
| 315 - 1502 EABF18 | Stany Zjednoczone | 9 listopada 2003     | My Mother the Carjacker                                           |
| 315 - 1502 EABF18 | Polska            | 14 października 2008 | Moja mama porywaczka                                              |
| 316 - 1503 EABF20 | Stany Zjednoczone | 16 listopada 2003    | The President Wore Pearls                                         |
| 316 - 1503 EABF20 | Polska            | 15 października 2008 | Przewodnicząca nosiła perły                                       |
| 317 - 1504 EABF22 | Stany Zjednoczone | 23 listopada 2003    | The Regina Monologues                                             |
| 317 - 1504 EABF22 | Polska            | 16 października 2008 | Monologi królowej                                                 |
| 318 - 1505 EABF19 | Stany Zjednoczone | 30 listopada 2003    | The Fat and the Furriest                                          |
| 318 - 1505 EABF19 | Polska            | 21 października 2008 | Gruby i wściekły                                                  |
| 319 - 1506 FABF01 | Stany Zjednoczone | 7 grudnia 2003       | Today I Am a Clown                                                |
| 319 - 1506 FABF01 | Polska            | 17 października 2008 | Dziś jestem klownem                                               |
| 320 - 1507 FABF02 | Stany Zjednoczone | 14 grudnia 2003      | 'Tis the Fifteenth Season                                         |
| 320 - 1507 FABF02 | Polska            | 20 października 2008 | Niezapomniane święta                                              |
| 321 - 1508 FABF03 | Stany Zjednoczone | 4 stycznia 2004      | Marge vs. Singles, Seniors, Childless Couples and Teens, and Gays |
| 321 - 1508 FABF03 | Polska            | 22 października 2008 | Marge kontra single, seniorzy, bezdzietne pary i geje             |
| 322 - 1509 FABF04 | Stany Zjednoczone | 11 stycznia 2004     | I, (Annoyed Grunt)-Bot                                            |
| 322 - 1509 FABF04 | Polska            | 23 października 2008 | Ja, robot                                                         |
| 323 - 1510 FABF05 | Stany Zjednoczone | 25 stycznia 2004     | Diatribe of a Mad Housewife                                       |
| 323 - 1510 FABF05 | Polska            | 24 października 2008 | Diatryba szalonej gospodyni                                       |
| 324 - 1511 FABF06 | Stany Zjednoczone | 8 lutego 2004        | Margical History Tour                                             |
| 324 - 1511 FABF06 | Polska            | 27 października 2008 | Historyczna podróż Marge                                          |
| 325 - 1512 FABF07 | Stany Zjednoczone | 15 lutego 2004       | Milhouse Doesn't Live Here Anymore                                |
| 325 - 1512 FABF07 | Polska            | 28 października 2008 | Milhouse już tu nie mieszka                                       |
| 326 - 1513 FABF09 | Stany Zjednoczone | 22 lutego 2004       | Smart and Smarter                                                 |
| 326 - 1513 FABF09 | Polska            | 29 października 2008 | Mądra i mądrzejsza                                                |
| 327 - 1514 FABF08 | Stany Zjednoczone | 14 marca 2004        | The Ziff Who Came to Dinner                                       |
| 327 - 1514 FABF08 | Polska            | 30 października 2008 | Ziff, który przyszedł na kolację                                  |
| 328 - 1515 FABF10 | Stany Zjednoczone | 21 marca 2004        | Co-Dependent's Day                                                |
| 328 - 1515 FABF10 | Polska            | 13 października 2008 | Dzień współuzależnienia                                           |
| 329 - 1516 FABF11 | Stany Zjednoczone | 28 marca 2004        | The Wandering Juvie                                               |
| 329 - 1516 FABF11 | Polska            | 3 listopada 2008     | Nieletni wieczny tułacz                                           |
| 330 - 1517 FABF12 | Stany Zjednoczone | 18 kwietnia 2004     | My Big Fat Geek Wedding                                           |
| 330 - 1517 FABF12 | Polska            | 4 listopada 2008     | Moje wielkie hecne wesele                                         |
| 331 - 1518 FABF14 | Stany Zjednoczone | 25 kwietnia 2004     | Catch 'em If You Can                                              |
| 331 - 1518 FABF14 | Polska            | 5 listopada 2008     | Złap ich, jeśli potrafisz                                         |
| 332 - 1519 FABF15 | Stany Zjednoczone | 2 maja 2004          | Simple Simpson                                                    |
| 332 - 1519 FABF15 | Polska            | 6 listopada 2008     | Zwyczajny bohater                                                 |
| 333 - 1520 FABF13 | Stany Zjednoczone | 9 maja 2004          | The Way We Weren't                                                |
| 333 - 1520 FABF13 | Polska            | 7 listopada 2008     | Tacy nie byliśmy                                                  |
| 334 - 1521 FABF17 | Stany Zjednoczone | 16 maja 2004         | Bart-Mangled Banner                                               |
| 334 - 1521 FABF17 | Polska            | 10 listopada 2008    | Bart hańbi flagę                                                  |
| 335 - 1522 FABF18 | Stany Zjednoczone | 23 maja 2004         | Fraudcast News                                                    |
| 335 - 1522 FABF18 | Polska            | 11 listopada 2008    | Tele-ściema                                                       |

### Sezon 16
| #                 | Kraj              | Premiera             | Tytuł                                        |
| ----------------- | ----------------- | -------------------- | -------------------------------------------- |
| 336 - 1601 FABF23 | Stany Zjednoczone | 7 listopada 2004     | Treehouse of Horror XV                       |
| 336 - 1601 FABF23 | Polska            | 31 października 2008 | Straszny domek na drzewie XV                 |
| 337 - 1602 FABF20 | Stany Zjednoczone | 14 listopada 2004    | All's Fair in Oven War                       |
| 337 - 1602 FABF20 | Polska            | 13 listopada 2008    | Na wojnie i w piekarniku wszystko wolno      |
| 338 - 1603 FABF19 | Stany Zjednoczone | 21 listopada 2004    | Sleeping With the Enemy                      |
| 338 - 1603 FABF19 | Polska            | 14 listopada 2008    | Sypiając z wrogiem                           |
| 339 - 1604 FABF22 | Stany Zjednoczone | 5 grudnia 2004       | She Used to Be My Girl                       |
| 339 - 1604 FABF22 | Polska            | 17 listopada 2008    | Była moją przyjaciółką                       |
| 340 - 1605 FABF21 | Stany Zjednoczone | 12 grudnia 2004      | Fat Man and Little Boy                       |
| 340 - 1605 FABF21 | Polska            | 18 listopada 2008    | Tłuścioch i chłopiec                         |
| 341 - 1606 FABF16 | Stany Zjednoczone | 16 stycznia 2005     | Midnight Rx                                  |
| 341 - 1606 FABF16 | Polska            | 19 listopada 2008    | Narkotyk o północy                           |
| 342 - 1607 GABF01 | Stany Zjednoczone | 30 stycznia 2005     | Mommie Beerest                               |
| 342 - 1607 GABF01 | Polska            | 20 listopada 2008    | Piweczko mamuni                              |
| 343 - 1608 GABF02 | Stany Zjednoczone | 6 lutego 2005        | Homer and Ned's Hail Mary Pass               |
| 343 - 1608 GABF02 | Polska            | 21 listopada 2008    | Homer i nowina Neda                          |
| 344 - 1609 GABF03 | Stany Zjednoczone | 13 lutego 2005       | Pranksta Rap                                 |
| 344 - 1609 GABF03 | Polska            | 24 listopada 2008    | Zgrywny rap                                  |
| 345 - 1610 GABF04 | Stany Zjednoczone | 20 lutego 2005       | There's Something About Marrying             |
| 345 - 1610 GABF04 | Polska            | 25 listopada 2008    | Sposób na śluby gejów                        |
| 346 - 1611 GABF05 | Stany Zjednoczone | 6 marca 2005         | On a Clear Day I Can't See My Sister         |
| 346 - 1611 GABF05 | Polska            | 26 listopada 2008    | W ładny dzień nie mogę zobaczyć siostry      |
| 347 - 1612 GABF06 | Stany Zjednoczone | 13 marca 2005        | Goo Goo Gai Pan                              |
| 347 - 1612 GABF06 | Polska            | 27 listopada 2008    | Chińska gu-gu                                |
| 348 - 1613 GABF07 | Stany Zjednoczone | 20 marca 2005        | Mobile Homer                                 |
| 348 - 1613 GABF07 | Polska            | 28 listopada 2008    | Mobilny Homer                                |
| 349 - 1614 GABF08 | Stany Zjednoczone | 3 kwietnia 2005      | The Seven-Beer Snitch                        |
| 349 - 1614 GABF08 | Polska            | 1 grudnia 2008       | Słomiany kapuś                               |
| 350 - 1615 GABF12 | Stany Zjednoczone | 17 kwietnia 2005     | Future-Drama                                 |
| 350 - 1615 GABF12 | Polska            | 2 grudnia 2008       | Futurystyczny dramat                         |
| 351 - 1616 GABF10 | Stany Zjednoczone | 1 maja 2005          | Don't Fear the Roofer                        |
| 351 - 1616 GABF10 | Polska            | 3 grudnia 2008       | Nie bój się dekarza                          |
| 352 - 1617 GABF11 | Stany Zjednoczone | 1 maja 2005          | The Heartbroke Kid                           |
| 352 - 1617 GABF11 | Polska            | 4 grudnia 2008       | Załamany dzieciak                            |
| 353 - 1618 GABF13 | Stany Zjednoczone | 8 maja 2005          | A Star Is Torn                               |
| 353 - 1618 GABF13 | Polska            | 5 grudnia 2008       | Rozdarcie gwiazdy                            |
| 354 - 1619 GABF14 | Stany Zjednoczone | 8 maja 2005          | Thank God It's Doomsday                      |
| 354 - 1619 GABF14 | Polska            | 8 grudnia 2008       | Dzień Sądu Ostatecznego                      |
| 355 - 1620 GABF15 | Stany Zjednoczone | 15 maja 2005         | Home Away from Homer                         |
| 355 - 1620 GABF15 | Polska            | 9 grudnia 2008       | Daleko od Homera                             |
| 356 - 1621 GABF09 | Stany Zjednoczone | 15 maja 2005         | The Father, The Son, and The Holy Guest Star |
| 356 - 1621 GABF09 | Polska            | 26 czerwca 2009      | Ojciec, Syn i Gość Święty                    |

### Sezon 17
| #                 | Kraj              | Premiera          | Tytuł                                 |
| ----------------- | ----------------- | ----------------- | ------------------------------------- |
| 357 - 1701 GABF18 | Stany Zjednoczone | 11 września 2005  | Bonfire of the Manatees               |
| 357 - 1701 GABF18 | Polska            | 24 maja 2007      | Na ratunek manatom                    |
| 358 - 1702 GABF16 | Stany Zjednoczone | 18 września 2005  | The Girl Who Slept Too Little         |
| 358 - 1702 GABF16 | Polska            | 25 maja 2007      | O dziewczynce, która spała za długo   |
| 359 - 1703 GABF19 | Stany Zjednoczone | 25 września 2005  | Milhouse of Sand and Fog              |
| 359 - 1703 GABF19 | Polska            | 28 maja 2007      | Milhouse'a zamki na piasku            |
| 360 - 1704 GABF17 | Stany Zjednoczone | 6 listopada 2005  | Treehouse of Horror XVI               |
| 360 - 1704 GABF17 | Polska            | 29 maja 2007      | Straszny domek na drzewie XVI         |
| 361 - 1705 GABF20 | Stany Zjednoczone | 13 listopada 2005 | Marge's Son Poisoning                 |
| 361 - 1705 GABF20 | Polska            | 30 maja 2007      | Maminsynek                            |
| 362 - 1706 GABF21 | Stany Zjednoczone | 20 listopada 2005 | See Homer Run                         |
| 362 - 1706 GABF21 | Polska            | 31 maja 2007      | Dzień Ojca                            |
| 363 - 1707 GABF22 | Stany Zjednoczone | 27 listopada 2005 | The Last of the Red Hat Mamas         |
| 363 - 1707 GABF22 | Polska            | 1 czerwca 2007    | Stowarzyszenie Radosnych Pomidorków   |
| 364 - 1708 HABF02 | Stany Zjednoczone | 11 grudnia 2005   | The Italian Bob                       |
| 364 - 1708 HABF02 | Polska            | 4 czerwca 2007    | Włoski Bob                            |
| 365 - 1709 HABF01 | Stany Zjednoczone | 18 grudnia 2005   | Simpsons Christmas Stories            |
| 365 - 1709 HABF01 | Polska            | 5 czerwca 2007    | Świąteczne opowieści                  |
| 366 - 1710 HABF03 | Stany Zjednoczone | 8 stycznia 2006   | Homer's Paternity Coot                |
| 366 - 1710 HABF03 | Polska            | 6 czerwca 2007    | Homer w rozterce                      |
| 367 - 1711 HABF04 | Stany Zjednoczone | 29 stycznia 2006  | We're on the Road to D'ohwhere        |
| 367 - 1711 HABF04 | Polska            | 7 czerwca 2007    | Na drodze donikąd                     |
| 368 - 1712 HABF05 | Stany Zjednoczone | 26 lutego 2006    | My Fair Laddy                         |
| 368 - 1712 HABF05 | Polska            | 8 czerwca 2007    | "My Fair Lady" według Lisy            |
| 369 - 1713 HABF06 | Stany Zjednoczone | 12 marca 2006     | The Seemingly Never-Ending Story      |
| 369 - 1713 HABF06 | Polska            | 11 czerwca 2007   | Najwyraźniej niekończąca się historia |
| 370 - 1714 HABF07 | Stany Zjednoczone | 19 marca 2006     | Bart Has Two Mommies                  |
| 370 - 1714 HABF07 | Polska            | 12 czerwca 2007   | Bart ma dwie mamy                     |
| 371 - 1715 HABF08 | Stany Zjednoczone | 26 marca 2006     | Homer Simpson, This Is Your Wife      |
| 371 - 1715 HABF08 | Polska            | 13 czerwca 2007   | Zamiana żon                           |
| 372 - 1716 HABF09 | Stany Zjednoczone | 2 kwietnia 2006   | Million Dollar Abie                   |
| 372 - 1716 HABF09 | Polska            | 14 czerwca 2007   | Abe matadorem                         |
| 373 - 1717 HABF10 | Stany Zjednoczone | 9 kwietnia 2006   | Kiss Kiss, Bang Bangalore             |
| 373 - 1717 HABF10 | Polska            | 15 czerwca 2007   | Homer w Bangalorze                    |
| 374 - 1718 HABF11 | Stany Zjednoczone | 23 kwietnia 2006  | The Wettest Stories Ever Told         |
| 374 - 1718 HABF11 | Polska            | 18 czerwca 2007   | Mokre opowieści                       |
| 375 - 1719 HABF12 | Stany Zjednoczone | 30 kwietnia 2006  | Girls Just Want to Have Sums          |
| 375 - 1719 HABF12 | Polska            | 19 czerwca 2007   | Niełatwo być dziewczynką              |
| 376 - 1720 HABF13 | Stany Zjednoczone | 7 maja 2006       | Regarding Margie                      |
| 376 - 1720 HABF13 | Polska            | 20 czerwca 2007   | Odnaleźć siebie                       |
| 377 - 1721 HABF14 | Stany Zjednoczone | 14 maja 2006      | The Monkey Suit                       |
| 377 - 1721 HABF14 | Polska            | 21 czerwca 2007   | Małpi spór                            |
| 378 - 1722 HABF16 | Stany Zjednoczone | 21 maja 2006      | Marge and Homer Turn a Couple Play    |
| 378 - 1722 HABF16 | Polska            | 22 czerwca 2007   | Doradztwo małżeńskie                  |

### Sezon 18
| #                 | Kraj              | Premiera          | Tytuł                                          |
| ----------------- | ----------------- | ----------------- | ---------------------------------------------- |
| 379 - 1801 HABF15 | Stany Zjednoczone | 10 września 2006  | The Mook, the Chef, the Wife and Her Homer     |
| 379 - 1801 HABF15 | Polska            | 25 czerwca 2007   | Cienias, kucharz, żona i jej Homer             |
| 380 - 1802 HABF18 | Stany Zjednoczone | 17 września 2006  | Jazzy and the Pussycats                        |
| 380 - 1802 HABF18 | Polska            | 26 czerwca 2007   | Jazzy i Kociaki                                |
| 381 - 1803 HABF20 | Stany Zjednoczone | 24 września 2006  | Please Homer, Don't Hammer 'Em                 |
| 381 - 1803 HABF20 | Polska            | 27 czerwca 2007   | Homer, rzuć młotek                             |
| 382 - 1804 HABF17 | Stany Zjednoczone | 5 listopada 2006  | Treehouse of Horror XVII                       |
| 382 - 1804 HABF17 | Polska            | 28 czerwca 2007   | Straszny domek na drzewie XVII                 |
| 383 - 1805 HABF21 | Stany Zjednoczone | 12 listopada 2006 | G.I. (Annoyed Grunt)                           |
| 383 - 1805 HABF21 | Polska            | 29 czerwca 2007   | Szeregowiec baran                              |
| 384 - 1806 HABF19 | Stany Zjednoczone | 19 listopada 2006 | Moe'N'a Lisa                                   |
| 384 - 1806 HABF19 | Polska            | 2 lipca 2007      | Moe i Lisa                                     |
| 385 - 1807 HABF22 | Stany Zjednoczone | 26 listopada 2006 | Ice Cream of Margie (with the Light Blue Hair) |
| 385 - 1807 HABF22 | Polska            | 3 lipca 2007      | Lody Marge o niebieskich włosach               |
| 386 - 1808 JABF02 | Stany Zjednoczone | 10 grudnia 2006   | The Haw-Hawed Couple                           |
| 386 - 1808 JABF02 | Polska            | 4 lipca 2007      | Para w gwizdek                                 |
| 387 - 1809 JABF01 | Stany Zjednoczone | 17 grudnia 2006   | Kill Gil: Vols. 1 & 2                          |
| 387 - 1809 JABF01 | Polska            | 5 lipca 2007      | Kill Gil                                       |
| 388 - 1810 JABF03 | Stany Zjednoczone | 7 stycznia 2007   | The Wife Aquatic                               |
| 388 - 1810 JABF03 | Polska            | 6 lipca 2007      | Żona wodna                                     |
| 389 - 1811 JABF05 | Stany Zjednoczone | 28 stycznia 2007  | Revenge Is a Dish Best Served Three Times      |
| 389 - 1811 JABF05 | Polska            | 9 lipca 2007      | Zemsta jest rozkoszą Simpsonów                 |
| 390 - 1812 JABF04 | Stany Zjednoczone | 11 lutego 2007    | Little Big Girl                                |
| 390 - 1812 JABF04 | Polska            | 10 lipca 2007     | Mała wielka dziewczynka                        |
| 391 - 1813 JABF07 | Stany Zjednoczone | 18 lutego 2007    | Springfield Up                                 |
| 391 - 1813 JABF07 | Polska            | 11 lipca 2007     | Parszywa ósemka                                |
| 392 - 1814 JABF09 | Stany Zjednoczone | 4 marca 2007      | Yokel Chords                                   |
| 392 - 1814 JABF09 | Polska            | 12 lipca 2007     | Buraczany blues                                |
| 393 - 1815 JABF08 | Stany Zjednoczone | 11 marca 2007     | Rome-old and Juli-eh                           |
| 393 - 1815 JABF08 | Polska            | 13 lipca 2007     | Antyczny Romeo                                 |
| 394 - 1816 JABF06 | Stany Zjednoczone | 25 marca 2007     | Homerazzi                                      |
| 394 - 1816 JABF06 | Polska            | 16 lipca 2007     | Homerazzi                                      |
| 395 - 1817 JABF10 | Stany Zjednoczone | 22 kwietnia 2007  | Marge Gamer                                    |
| 395 - 1817 JABF10 | Polska            | 17 lipca 2007     | Zgrana Marge                                   |
| 396 - 1818 JABF11 | Stany Zjednoczone | 29 kwietnia 2007  | The Boys of Bummer                             |
| 396 - 1818 JABF11 | Polska            | 18 lipca 2007     | Kiepski zawodnik                               |
| 397 - 1819 JABF13 | Stany Zjednoczone | 6 maja 2007       | Crook and Ladder                               |
| 397 - 1819 JABF13 | Polska            | 19 lipca 2007     | Sikawka Homera                                 |
| 398 - 1820 JABF12 | Stany Zjednoczone | 13 maja 2007      | Stop or My Dog Will Shoot                      |
| 398 - 1820 JABF12 | Polska            | 20 lipca 2007     | Stój, bo mój pies strzela                      |
| 399 - 1821 JABF14 | Stany Zjednoczone | 20 maja 2007      | 24 Minutes                                     |
| 399 - 1821 JABF14 | Polska            | 23 lipca 2007     | Przez 24 minuty                                |
| 400 - 1822 JABF15 | Stany Zjednoczone | 20 maja 2007      | You Kent Always Say What You Want              |
| 400 - 1822 JABF15 | Polska            | 24 lipca 2007     | Nie zawsze można mówić co się chce             |

### Sezon 19
| #                 | Kraj              | Premiera             | Tytuł                                            |
| ----------------- | ----------------- | -------------------- | ------------------------------------------------ |
| 401 - 1901 JABF20 | Stany Zjednoczone | 23 września 2007     | He Loves to Fly and He D'ohs                     |
| 401 - 1901 JABF20 | Polska            | 17 kwietnia 2009     | On tylko by latał                                |
| 402 - 1902 JABF18 | Stany Zjednoczone | 30 września 2007     | The Homer of Seville                             |
| 402 - 1902 JABF18 | Polska            | 20 kwietnia 2009     | Homer sewilski                                   |
| 403 - 1903 JABF21 | Stany Zjednoczone | 7 października 2007  | Midnight Towboy                                  |
| 403 - 1903 JABF21 | Polska            | 21 kwietnia 2009     | Nocny holboj                                     |
| 404 - 1904 JABF19 | Stany Zjednoczone | 14 października 2007 | I Don't Wanna Know Why the Caged Bird Sings      |
| 404 - 1904 JABF19 | Polska            | 22 kwietnia 2009     | Nie chcę wiedzieć, dlaczego ptak w klatce śpiewa |
| 405 - 1905 JABF16 | Stany Zjednoczone | 4 listopada 2007     | Treehouse of Horror XVIII                        |
| 405 - 1905 JABF16 | Polska            | 23 kwietnia 2009     | Straszny domek na drzewie XVIII                  |
| 406 - 1906 JABF22 | Stany Zjednoczone | 11 listopada 2007    | Little Orphan Millie                             |
| 406 - 1906 JABF22 | Polska            | 24 kwietnia 2009     | Sierotka Millie                                  |
| 407 - 1907 JABF17 | Stany Zjednoczone | 18 listopada 2007    | Husbands and Knives                              |
| 407 - 1907 JABF17 | Polska            | 27 kwietnia 2009     | Mężowie i noże                                   |
| 408 - 1908 KABF01 | Stany Zjednoczone | 25 listopada 2007    | Funeral for a Fiend                              |
| 408 - 1908 KABF01 | Polska            | 28 kwietnia 2009     | Pogrzeb maniaka                                  |
| 409 - 1909 KABF02 | Stany Zjednoczone | 16 grudnia 2007      | Eternal Moonshine of the Simpson Mind            |
| 409 - 1909 KABF02 | Polska            | 29 kwietnia 2009     | Homer zakochany bez pamięci                      |
| 410 - 1910 KABF03 | Stany Zjednoczone | 6 stycznia 2008      | E Pluribus Wiggum                                |
| 410 - 1910 KABF03 | Polska            | 30 kwietnia 2009     | Wiggum jeden z wielu                             |
| 411 - 1911 KABF04 | Stany Zjednoczone | 27 stycznia 2008     | That 90's Show                                   |
| 411 - 1911 KABF04 | Polska            | 1 maja 2009          | Show jak z lat 90.                               |
| 412 - 1912 KABF05 | Stany Zjednoczone | 17 lutego 2008       | Love, Springfieldian Style                       |
| 412 - 1912 KABF05 | Polska            | 4 maja 2009          | Miłość po springfieldzku                         |
| 413 - 1913 KABF06 | Stany Zjednoczone | 2 marca 2008         | The Debarted                                     |
| 413 - 1913 KABF06 | Polska            | 5 maja 2009          | Sposób na Barta                                  |
| 414 - 1914 KABF07 | Stany Zjednoczone | 9 marca 2008         | Dial 'N' for Nerder                              |
| 414 - 1914 KABF07 | Polska            | 6 maja 2009          | "Z" jak zbrodnia                                 |
| 415 - 1915 KABF08 | Stany Zjednoczone | 30 marca 2008        | Smoke on the Daughter                            |
| 415 - 1915 KABF08 | Polska            | 7 maja 2009          | Córka zadymiona                                  |
| 416 - 1916 KABF09 | Stany Zjednoczone | 13 kwietnia 2008     | Papa Don't Leech                                 |
| 416 - 1916 KABF09 | Polska            | 8 maja 2009          | Tato, nie ściemniaj                              |
| 417 - 1917 KABF10 | Stany Zjednoczone | 27 kwietnia 2008     | Apocalypse Cow                                   |
| 417 - 1917 KABF10 | Polska            | 11 maja 2009         | Krowa apokalipsy                                 |
| 418 - 1918 KABF11 | Stany Zjednoczone | 4 maja 2008          | Any Given Sundance                               |
| 418 - 1918 KABF11 | Polska            | 12 maja 2009         | Sundance, moja miłość                            |
| 419 - 1919 KABF12 | Stany Zjednoczone | 11 maja 2008         | Mona Leaves-a                                    |
| 419 - 1919 KABF12 | Polska            | 13 maja 2009         | Mona znika                                       |
| 420 - 1920 KABF13 | Stany Zjednoczone | 18 maja 2008         | All About Lisa                                   |
| 420 - 1920 KABF13 | Polska            | 14 maja 2009         | Wszystko o Lisie                                 |

### Sezon 20
| #                 | Kraj              | Premiera             | Tytuł                               |
| ----------------- | ----------------- | -------------------- | ----------------------------------- |
| 421 - 2001 KABF17 | Stany Zjednoczone | 28 września 2008     | Sex, Pies and Idiot Scrapes         |
| 421 - 2001 KABF17 | Polska            | 15 maja 2009         | Seks, ciastka i taśmy głupiego      |
| 422 - 2002 KABF15 | Stany Zjednoczone | 5 października 2008  | Lost Verizon                        |
| 422 - 2002 KABF15 | Polska            | 18 maja 2009         | Pogubione telefony                  |
| 423 - 2003 KABF14 | Stany Zjednoczone | 19 października 2008 | Double, Double, Boy in Trouble      |
| 423 - 2003 KABF14 | Polska            | 19 maja 2009         | Zdwójże zdwój chłopięcy znój        |
| 424 - 2004 KABF16 | Stany Zjednoczone | 2 listopada 2008     | Treehouse of Horror XIX             |
| 424 - 2004 KABF16 | Polska            | 20 maja 2009         | Straszny domek na drzewie XIX       |
| 425 - 2005 KABF18 | Stany Zjednoczone | 9 listopada 2008     | Dangerous Curves                    |
| 425 - 2005 KABF18 | Polska            | 21 maja 2009         | Niebezpieczne zakręty               |
| 426 - 2006 KABF19 | Stany Zjednoczone | 16 listopada 2008    | Homer and Lisa Exchange Cross Words |
| 426 - 2006 KABF19 | Polska            | 22 maja 2009         | Lisa krzyżówkowiczka                |
| 427 - 2007 KABF20 | Stany Zjednoczone | 30 listopada 2008    | Mypods and Broomsticks              |
| 427 - 2007 KABF20 | Polska            | 25 maja 2009         | Mój MyPod                           |
| 428 - 2008 KABF21 | Stany Zjednoczone | 7 grudnia 2008       | The Burns and the Bees              |
| 428 - 2008 KABF21 | Polska            | 26 maja 2009         | Pan Burns i pszczoły                |
| 429 - 2009 KABF22 | Stany Zjednoczone | 25 stycznia 2009     | Lisa The Drama Queen                |
| 429 - 2009 KABF22 | Polska            | 27 maja 2009         | Lisa w krainie fantazji             |
| 430 - 2010 LABF01 | Stany Zjednoczone | 15 lutego 2009       | Take My Life, Please                |
| 430 - 2010 LABF01 | Polska            | 28 maja 2009         | Odebrane życie                      |
| 431 - 2011 LABF02 | Stany Zjednoczone | 1 marca 2009         | How The Test Was Won                |
| 431 - 2011 LABF02 | Polska            | 29 maja 2009         | Jak zwyciężyliśmy                   |
| 432 - 2012 LABF03 | Stany Zjednoczone | 8 marca 2009         | No Loan Again, Naturally            |
| 432 - 2012 LABF03 | Polska            | 31 sierpnia 2009     | Nigdy więcej pożyczki hipotecznej   |
| 433 - 2013 LABF04 | Stany Zjednoczone | 15 marca 2009        | Gone Maggie Gone                    |
| 433 - 2013 LABF04 | Polska            | 1 września 2009      | Gdzie jesteś, Maggie                |
| 434 - 2014 LABF11 | Wielka Brytania   | 17 marca 2009        | In the Name of Grandfather          |
| 434 - 2014 LABF11 | Polska            | 2 września 2009      | W imię dziadka                      |
| 435 - 2015 LABF05 | Stany Zjednoczone | 29 marca 2009        | Wedding For Disaster                |
| 435 - 2015 LABF05 | Polska            | 3 września 2009      | Przepis na katastrofę               |
| 436 - 2016 LABF06 | Stany Zjednoczone | 5 kwietnia 2009      | Eeny Teeny Maya Moe                 |
| 436 - 2016 LABF06 | Polska            | 4 września 2009      | Moe i malutka Maya                  |
| 437 - 2017 LABF07 | Stany Zjednoczone | 19 kwietnia 2009     | The Good, the Sad and the Drugly    |
| 437 - 2017 LABF07 | Polska            | 7 września 2009      | Dobrzy, smutni, przymuleni          |
| 438 - 2018 LABF08 | Stany Zjednoczone | 26 kwietnia 2009     | Father Knows Worst                  |
| 438 - 2018 LABF08 | Polska            | 8 września 2009      | Ojciec wie lepiej                   |
| 439 - 2019 LABF10 | Stany Zjednoczone | 3 maja 2009          | Waverly Hills 9-0-2-1-D’Oh          |
| 439 - 2019 LABF10 | Polska            | 9 września 2009      | Waverly Hills                       |
| 440 - 2020 LABF09 | Stany Zjednoczone | 10 maja 2009         | Four Great Women and a Manicure     |
| 440 - 2020 LABF09 | Polska            | 10 września 2009     | Wielkie kobiety i manicure          |
| 441 - 2021 LABF12 | Stany Zjednoczone | 17 maja 2009         | Coming to Homerica                  |
| 441 - 2021 LABF12 | Polska            | 11 września 2009     | Homeryka obiecana                   |

### Sezon 21
| #                 | Kraj              | Premiera             | Tytuł                           |
| ----------------- | ----------------- | -------------------- | ------------------------------- |
| 442 - 2101 LABF13 | Stany Zjednoczone | 27 września 2009     | Homer the Whopper               |
| 442 - 2101 LABF13 | Polska            | 5 lutego 2010        | Homer pulpet                    |
| 443 - 2102 LABF15 | Stany Zjednoczone | 4 października 2009  | Bart Gets a 'Z'                 |
| 443 - 2102 LABF15 | Polska            | 12 lutego 2010       | Bart dostaje "0"                |
| 444 - 2103 LABF16 | Stany Zjednoczone | 11 października 2009 | The Great Wife Hope             |
| 444 - 2103 LABF16 | Polska            | 19 lutego 2010       | Wielka nadzieja w żonie         |
| 445 - 2104 LABF14 | Stany Zjednoczone | 18 października 2009 | Treehouse of Horror XX          |
| 445 - 2104 LABF14 | Polska            | 26 lutego 2010       | Straszny domek na drzewie XX    |
| 446 - 2105 LABF17 | Stany Zjednoczone | 15 listopada 2009    | The Devil Wears Nada            |
| 446 - 2105 LABF17 | Polska            | 5 marca 2010         | Diabeł ubiera się u Nago        |
| 447 - 2106 LABF18 | Stany Zjednoczone | 22 listopada 2009    | Pranks and Greens               |
| 447 - 2106 LABF18 | Polska            | 12 marca 2010        | Śmiech i zdrowie                |
| 448 - 2107 LABF19 | Stany Zjednoczone | 29 listopada 2009    | Rednecks and Broomsticks        |
| 448 - 2107 LABF19 | Polska            | 19 marca 2010        | Prostaki i wiedźmy              |
| 449 - 2108 MABF01 | Stany Zjednoczone | 13 grudnia 2009      | O Brother, Where Bart Thou?     |
| 449 - 2108 MABF01 | Polska            | 26 marca 2010        | Gdzie jesteś, bracie?           |
| 450 - 2109 MABF02 | Stany Zjednoczone | 3 stycznia 2010      | Thursdays with Abie             |
| 450 - 2109 MABF02 | Polska            | 2 kwietnia 2010      | Czwartki z dziadkiem Abrahamem  |
| 451 - 2110 LABF20 | Stany Zjednoczone | 10 stycznia 2010     | Once Upon a Time in Springfield |
| 451 - 2110 LABF20 | Polska            | 9 kwietnia 2010      | Dawno, dawno temu w Springfield |
| 452 - 2111 MABF03 | Stany Zjednoczone | 31 stycznia 2010     | Million Dollar Maybe            |
| 452 - 2111 MABF03 | Polska            | 23 kwietnia 2010     | Milion dolarów, może            |
| 453 - 2112 MABF05 | Stany Zjednoczone | 14 lutego 2010       | Boy Meets Curl                  |
| 453 - 2112 MABF05 | Polska            | 30 kwietnia 2010     | Chłopak i drużyna               |
| 454 - 2113 MABF06 | Stany Zjednoczone | 21 lutego 2010       | The Color Yellow                |
| 454 - 2113 MABF06 | Polska            | 7 maja 2010          | Kolor żółty                     |
| 455 - 2114 MABF04 | Stany Zjednoczone | 14 marca 2010        | Postcards from the Wedge        |
| 455 - 2114 MABF04 | Polska            | 14 maja 2010         | Pocztówki znad kontrowersji     |
| 456 - 2115 MABF07 | Stany Zjednoczone | 21 marca 2010        | Stealing First Base             |
| 456 - 2115 MABF07 | Polska            | 21 maja 2010         | Bart zdobywa pierwszą bazę      |
| 457 - 2116 MABF10 | Stany Zjednoczone | 28 marca 2010        | The Greatest Story Ever D'ohed  |
| 457 - 2116 MABF10 | Polska            | 28 maja 2010         | Mesjańska misja                 |
| 458 - 2117 MABF08 | Stany Zjednoczone | 11 kwietnia 2010     | American History X-cellent      |
| 458 - 2117 MABF08 | Polska            | 4 czerwca 2010       | Wspaniała amerykańska historia  |
| 459 - 2118 MABF09 | Stany Zjednoczone | 18 kwietnia 2010     | Chief of Hearts                 |
| 459 - 2118 MABF09 | Polska            | 11 czerwca 2010      | Szeryf kier                     |
| 460 - 2119 MABF14 | Stany Zjednoczone | 25 kwietnia 2010     | The Squirt and the Whale        |
| 460 - 2119 MABF14 | Polska            | 18 czerwca 2010      | Ssaki duże i małe               |
| 461 - 2120 MABF12 | Stany Zjednoczone | 2 maja 2010          | To Surveil With Love            |
| 461 - 2120 MABF12 | Polska            | 25 czerwca 2010      | Czego oko nie widzi             |
| 462 - 2121 MABF13 | Stany Zjednoczone | 9 maja 2010          | Moe Letter Blues                |
| 462 - 2121 MABF13 | Polska            | 2 lipca 2010         | Wisielczy dowcip Moe            |
| 463 - 2122 MABF11 | Stany Zjednoczone | 16 maja 2010         | The Bob Next Door               |
| 463 - 2122 MABF11 | Polska            | 9 lipca 2010         | Sąsiad Bob                      |
| 464 - 2123 MABF15 | Stany Zjednoczone | 23 maja 2010         | Judge Me Tender                 |
| 464 - 2123 MABF15 | Polska            | 16 lipca 2010        | Oceniaj mnie czule              |

### Sezon 22
| #                 | Kraj              | Premiera             | Tytuł                                     |
| ----------------- | ----------------- | -------------------- | ----------------------------------------- |
| 465 - 2201 LABF13 | Stany Zjednoczone | 26 września 2010     | Elementary School Musical                 |
| 465 - 2201 LABF13 | Polska            | 1 września 2011      | Podstawówkowy Musical                     |
| 466 - 2202 LABF15 | Stany Zjednoczone | 3 października 2010  | Loan-a Lisa                               |
| 466 - 2202 LABF15 | Polska            | 2 września 2011      | Bankierka Lisa                            |
| 467 - 2203 LABF16 | Stany Zjednoczone | 10 października 2010 | MoneyBART                                 |
| 467 - 2203 LABF16 | Polska            | 5 września 2011      | Bart Jak Złoto                            |
| 468 - 2204 LABF14 | Stany Zjednoczone | 7 listopada 2010     | Treehouse of Horror XXI                   |
| 468 - 2204 LABF14 | Polska            | 6 września 2011      | Straszny domek na drzewie XXI             |
| 469 - 2205 LABF17 | Stany Zjednoczone | 14 listopada 2010    | Lisa Simpson, This Isn't Your Life        |
| 469 - 2205 LABF17 | Polska            | 7 września 2011      | Lisa, to nie twoje życie                  |
| 470 - 2206 LABF18 | Stany Zjednoczone | 21 listopada 2010    | The Fool Monty                            |
| 470 - 2206 LABF18 | Polska            | 8 września 2011      | Testament Pana Burnsa                     |
| 471 - 2207 LABF19 | Stany Zjednoczone | 28 listopada 2010    | How Munched is That Birdie in the Window? |
| 471 - 2207 LABF19 | Polska            | 9 września 2011      | Ile Może Dać Ptaszek ?                    |
| 472 - 2208 MABF01 | Stany Zjednoczone | 5 grudnia 2010       | The Fight Before Christmas                |
| 472 - 2208 MABF01 | Polska            | 12 września 2011     | Przedświąteczna bitwa                     |
| 473 - 2209 MABF02 | Stany Zjednoczone | 12 grudnia 2010      | Donnie Fatso                              |
| 473 - 2209 MABF02 | Polska            | 13 września 2011     | Don Grubas                                |
| 474 - 2210 LABF20 | Stany Zjednoczone | 9 stycznia 2011      | Moms I'd Like to Forget                   |
| 474 - 2210 LABF20 | Polska            | 14 września 2011     | Mamy, o których chciałoby się zapomnieć   |
| 475 - 2211 MABF03 | Stany Zjednoczone | 16 stycznia 2011     | Flaming Moe                               |
| 475 - 2211 MABF03 | Polska            | 15 września 2011     | Rozpalony Moe                             |
| 476 - 2212 MABF05 | Stany Zjednoczone | 23 stycznia 2011     | Homer the Father                          |
| 476 - 2212 MABF05 | Polska            | 16 września 2011     | Homer Ojciec                              |
| 477 - 2213 MABF06 | Stany Zjednoczone | 13 lutego 2011       | The Blue and the Gray                     |
| 477 - 2213 MABF06 | Polska            | 19 września 2011     | Niebieskie Czy Siwe?                      |
| 478 - 2214 MABF04 | Stany Zjednoczone | 20 lutego 2011       | Angry Dad: The Movie                      |
| 478 - 2214 MABF04 | Polska            | 20 września 2011     | Wściekły Tata                             |
| 479 - 2215 MABF07 | Stany Zjednoczone | 6 marca 2011         | The Scorpion's Tale                       |
| 479 - 2215 MABF07 | Polska            | 21 września 2011     | Opowieść Skorpiona                        |
| 480 - 2216 MABF10 | Stany Zjednoczone | 13 marca 2011        | A Midsummer's Nice Dream                  |
| 480 - 2216 MABF10 | Polska            | 22 września 2011     | Miłych Snów Nocy Letniej                  |
| 481 - 2217 MABF08 | Stany Zjednoczone | 27 marca 2011        | Love Is A Many Strangled Thing            |
| 481 - 2217 MABF08 | Polska            | 23 września 2011     | Dusząca Miłość                            |
| 482 - 2218 MABF09 | Stany Zjednoczone | 10 kwietnia 2011     | The Great Simpsina                        |
| 482 - 2218 MABF09 | Polska            | 26 września 2011     | Wielka Simpsina                           |
| 483 - 2219 MABF14 | Stany Zjednoczone | 1 maja 2011          | The Real Housewives of Fat Tony           |
| 483 - 2219 MABF14 | Polska            | 27 września 2011     | Żony i Kochanki Grubego Tony'ego          |
| 484 - 2220 MABF12 | Stany Zjednoczone | 8 maja 2011          | Homer Scissorhands                        |
| 484 - 2220 MABF12 | Polska            | 28 września 2011     | Homer Nożycoręki                          |
| 485 - 2221 MABF13 | Stany Zjednoczone | 15 maja 2011         | 500 Keys                                  |
| 485 - 2221 MABF13 | Polska            | 29 września 2011     | 500 Kluczy                                |
| 486 - 2222 MABF13 | Stany Zjednoczone | 22 maja 2011         | The Ned-Liest Catch                       |
| 486 - 2222 MABF13 | Polska            | 30 września 2011     | Przygoda Flandersa                        |

### Sezon 23
| #                 | Kraj              | Premiera             | Tytuł                                               |
| ----------------- | ----------------- | -------------------- | --------------------------------------------------- |
| 487 - 2301 NABF16 | Stany Zjednoczone | 25 września 2011     | The Falcon and the D'ohman                          |
| 487 - 2301 NABF16 | Polska            | 1 kwietnia 2012      | Homer i agent ochrony                               |
| 488 - 2302 NABF17 | Stany Zjednoczone | 2 października 2011  | Bart Stops to Smell The Roosevelts                  |
| 488 - 2302 NABF17 | Polska            | 8 kwietnia 2012      | Bart przystaje, żeby powąchać Roosveltów            |
| 489 - 2303 NABF19 | Stany Zjednoczone | 30 października 2011 | Treehouse of Horror XXI                             |
| 489 - 2303 NABF19 | Polska            | 15 kwietnia 2012     | Straszny domek na drzewie XXII                      |
| 490 - 2304 NABF21 | Stany Zjednoczone | 6 listopada 2011     | Replaceable You                                     |
| 490 - 2304 NABF21 | Polska            | 22 kwietnia 2012     | Każdego można zastąpić                              |
| 491 - 2305 NABF20 | Stany Zjednoczone | 13 listopada 2011    | The Food Wife                                       |
| 491 - 2305 NABF20 | Polska            | 29 kwietnia 2012     | Żona karmiąca                                       |
| 492 - 2306 NABF22 | Stany Zjednoczone | 20 listopada 2011    | The Book Job                                        |
| 492 - 2306 NABF22 | Polska            | 13 maja 2012         | Książkowa robota                                    |
| 493 - 2307 PABF01 | Stany Zjednoczone | 27 listopada 2011    | The Man in the Blue Flannel Pants                   |
| 493 - 2307 PABF01 | Polska            | 20 maja 2012         | Człowiek w niebieskich spodniach                    |
| 494 - 2308 PABF02 | Stany Zjednoczone | 4 grudnia 2011       | The Ten-Per-Cent-Solution                           |
| 494 - 2308 PABF02 | Polska            | 27 maja 2012         | Wyjście za procent                                  |
| 495 - 2309 NABF18 | Stany Zjednoczone | 11 grudnia 2011      | Holidays of Future Passed                           |
| 495 - 2309 NABF18 | Polska            | 3 czerwca 2012       | Wakacje minionej przyszłości                        |
| 496 - 2310 PABF03 | Stany Zjednoczone | 8 stycznia 2012      | Politically Inept, with Homer Simpson               |
| 496 - 2310 PABF03 | Polska            | 10 czerwca 2012      | Politycznie nieudolny Homer Simpson                 |
| 497 - 2311 PABF04 | Stany Zjednoczone | 15 stycznia 2012     | The D'oh-Cial Network                               |
| 497 - 2311 PABF04 | Polska            | 17 czerwca 2012      | Oż, ta sieć                                         |
| 498 - 2312 PABF05 | Stany Zjednoczone | 29 stycznia 2012     | Moe Goes From Rags To Riches                        |
| 498 - 2312 PABF05 | Polska            | 24 czerwca 2012      | Ukochana szmata Moe                                 |
| 499 - 2313 PABF06 | Stany Zjednoczone | 12 lutego 2012       | The Daughter Also Rise                              |
| 499 - 2313 PABF06 | Polska            | 1 lipca 2012         | Córka też wschodzi                                  |
| 500 - 2314 PABF07 | Stany Zjednoczone | 19 lutego 2012       | At Long Last Leave                                  |
| 500 - 2314 PABF07 | Polska            | 8 lipca 2012         | Nic nieznaczący kamień milowy                       |
| 501 - 2315 PABF09 | Stany Zjednoczone | 4 marca 2012         | Exit Through the Kwik-E-Mart                        |
| 501 - 2315 PABF09 | Polska            | 15 lipca 2012        | Wyjście przez Kwik-E-Mart                           |
| 502 - 2316 PABF08 | Stany Zjednoczone | 11 marca 2012        | How I Wet Your Mother                               |
| 502 - 2316 PABF08 | Polska            | 22 lipca 2012        | Jak zmoczyłem waszą matkę                           |
| 503 - 2317 PABF10 | Stany Zjednoczone | 18 marca 2012        | Them, Robot                                         |
| 503 - 2317 PABF10 | Polska            | 29 lipca 2012        | Ach, te roboty                                      |
| 504 - 2318 PABF11 | Stany Zjednoczone | 15 kwietnia 2012     | Beware My Cheating Bart                             |
| 504 - 2318 PABF11 | Polska            | 5 sierpnia 2012      | Strzeż się mojego zdradliwe go Barta                |
| 505 - 2319 PABF12 | Stany Zjednoczone | 29 kwietnia 2012     | A Totally Fun Thing That Bart Will Never Do Again   |
| 505 - 2319 PABF12 | Polska            | 12 sierpnia 2012     | Strasznie fajna rzecz, której Bart więcej nie zrobi |
| 506 - 2320 PABF13 | Stany Zjednoczone | 6 maja 2012          | The Spy Who Learned Me                              |
| 506 - 2320 PABF13 | Polska            | 19 sierpnia 2012     | Szpieg, który mnie uczył                            |
| 507 - 2321 PABF14 | Stany Zjednoczone | 13 maja 2012         | Ned 'N Edna's Blend                                 |
| 507 - 2321 PABF14 | Polska            | 26 sierpnia 2012     | Ned i Edna para jedna                               |
| 508 - 2322 PABF15 | Stany Zjednoczone | 20 maja 2012         | Lisa Goes Gaga                                      |
| 508 - 2322 PABF15 | Polska            | 2 września 2012      | Lisa–Gaga                                           |

### Sezon 24
| #                 | Kraj              | Premiera            | Tytuł                           |
| ----------------- | ----------------- | ------------------- | ------------------------------- |
| 509 - 2401 PABF21 | Stany Zjednoczone | 30 września 2012    | Moonshine River                 |
| 509 - 2401 PABF21 | Polska            | 29 stycznia 2015    | Bimbrowa rzeka                  |
| 510 - 2402 PABF17 | Stany Zjednoczone | 7 października 2012 | Treehouse of Horror XXIII       |
| 510 - 2402 PABF17 | Polska            | 29 stycznia 2015    | Straszny domek na drzewie XXIII |
| 511 - 2403 PABF18 | Stany Zjednoczone | 4 listopada 2012    | Adventures in Baby-Getting      |
| 511 - 2403 PABF18 | Polska            | 30 stycznia 2015    | Zróbmy sobie dzidziusia         |
| 512 - 2404 PABF16 | Stany Zjednoczone | 11 listopada 2012   | Gone Abie Gone                  |
| 512 - 2404 PABF16 | Polska            | 30 stycznia 2015    | Zniknięcie Dziadunia            |
| 513 - 2405 PABF19 | Stany Zjednoczone | 18 listopada 2012   | Penny-Wiseguys                  |
| 513 - 2405 PABF19 | Polska            | 2 lutego 2015       | Zastępstwo                      |
| 514 - 2406 PABF22 | Stany Zjednoczone | 25 listopada 2012   | A Tree Grows in Springfield     |
| 514 - 2406 PABF22 | Polska            | 2 lutego 2015       | W Springfield rośnie drzewo     |
| 515 - 2407 PABF20 | Stany Zjednoczone | 9 grudnia 2012      | The Day the Earth Stood Cool    |
| 515 - 2407 PABF20 | Polska            | 3 lutego 2015       | A miało być fajnie              |
| 516 - 2408 RABF01 | Stany Zjednoczone | 16 grudnia 2012     | To Cur with Love                |
| 516 - 2408 RABF01 | Polska            | 3 lutego 2015       | Psia miłość                     |
| 517 - 2409 RABF02 | Stany Zjednoczone | 6 stycznia 2013     | Homer Goes to Prep School       |
| 517 - 2409 RABF02 | Polska            | 4 lutego 2015       | Homer i szkoła przetrwania      |
| 518 - 2410 RABF03 | Stany Zjednoczone | 13 stycznia 2013    | A Test Before Trying            |
| 518 - 2410 RABF03 | Polska            | 4 lutego 2015       | Przetestuj zanim spróbujesz     |
| 519 - 2411 RABF04 | Stany Zjednoczone | 27 stycznia 2013    | The Changing of the Guardian    |
| 519 - 2411 RABF04 | Polska            | 5 lutego 2015       | Zmiana opiekuna                 |
| 520 - 2412 RABF07 | Stany Zjednoczone | 10 lutego 2013      | Love is a Many-Splintered Thing |
| 520 - 2412 RABF07 | Polska            | 5 lutego 2015       | Miłość jest jak zadra           |
| 521 - 2413 RABF05 | Stany Zjednoczone | 17 lutego 2013      | Hardly Kirk-ing                 |
| 521 - 2413 RABF05 | Polska            | 6 lutego 2015       | Wcale nie Kirk                  |
| 522 - 2414 RABF06 | Stany Zjednoczone | 3 marca 2013        | Gorgeous Grampa                 |
| 522 - 2414 RABF06 | Polska            | 6 lutego 2015       | Wspaniały Dziadunio             |
| 523 - 2415 RABF09 | Stany Zjednoczone | 10 marca 2013       | Black Eyed, Please              |
| 523 - 2415 RABF09 | Polska            | 9 lutego 2015       | Podbite oko                     |
| 524 - 2416 RABF10 | Stany Zjednoczone | 17 marca 2013       | Dark Knight Court               |
| 524 - 2416 RABF10 | Polska            | 9 lutego 2015       | Sąd Mrocznego Rycerza           |
| 525 - 2417 RABF08 | Stany Zjednoczone | 14 kwietnia 2013    | What Animated Women Want        |
| 525 - 2417 RABF08 | Polska            | 10 lutego 2015      | Czego chcą animowane kobiety    |
| 526 - 2418 RABF11 | Stany Zjednoczone | 28 kwietnia 2013    | Pulpit Friction                 |
| 526 - 2418 RABF11 | Polska            | 10 lutego 2015      | Kościelne tarcia                |
| 527 - 2419 RABF13 | Stany Zjednoczone | 5 maja 2013         | Whiskey Business                |
| 527 - 2419 RABF13 | Polska            | 11 lutego 2015      | Alkoholowy interes              |
| 528 - 2420 RABF12 | Stany Zjednoczone | 12 maja 2013        | The Fabulous Faker Boy          |
| 528 - 2420 RABF12 | Polska            | 11 lutego 2015      | Wspaniałe udawanie              |
| 529 - 2421 RABF14 | Stany Zjednoczone | 19 maja 2013        | The Saga of Carl                |
| 529 - 2421 RABF14 | Polska            | 12 lutego 2015      | Saga o Carlu                    |
| 530 - 2422 RABF17 | Stany Zjednoczone | 19 maja 2013        | Dangers on a Train              |
| 530 - 2422 RABF17 | Polska            | 12 lutego 2015      | Niebezpieczeństwa w pociągu     |

### Sezon 25
| #                 | Kraj              | Premiera             | Tytuł                                        |
| ----------------- | ----------------- | -------------------- | -------------------------------------------- |
| 531 - 2501 RABF20 | Stany Zjednoczone | 29 września 2013     | Homerland                                    |
| 531 - 2501 RABF20 | Polska            | 13 października 2015 | Homerland                                    |
| 532 - 2502 RABF16 | Stany Zjednoczone | 6 października 2013  | Treehouse of Horror XXIV                     |
| 532 - 2502 RABF16 | Polska            | 13 października 2015 | Straszny domek na drzewie XXIV               |
| 533 - 2503 RABF18 | Stany Zjednoczone | 3 listopada 2013     | Four Regrettings and a Funeral               |
| 533 - 2503 RABF18 | Polska            | 13 października 2015 | Cztery ubolewania i pogrzeb                  |
| 534 - 2504 RABF22 | Stany Zjednoczone | 10 listopada 2013    | YOLO                                         |
| 534 - 2504 RABF22 | Polska            | 13 października 2015 | Raz się żyje                                 |
| 535 - 2505 RABF19 | Stany Zjednoczone | 17 listopada 2013    | Labor Pains                                  |
| 535 - 2505 RABF19 | Polska            | 20 października 2015 | Poród                                        |
| 536 - 2506 SABF02 | Stany Zjednoczone | 24 listopada 2013    | The Kid Is All Right                         |
| 536 - 2506 SABF02 | Polska            | 20 października 2015 | Ona jest w porządku                          |
| 537 - 2507 SABF04 | Stany Zjednoczone | 8 grudnia 2013       | Yellow Subterfuge                            |
| 537 - 2507 SABF04 | Polska            | 20 października 2015 | Podstęp                                      |
| 538 - 2508 SABF01 | Stany Zjednoczone | 15 grudnia 2013      | White Christmas Blues                        |
| 538 - 2508 SABF01 | Polska            | 20 października 2015 | Tęsknota za Bożym Narodzeniem                |
| 539 - 2509 SABF05 | Stany Zjednoczone | 5 stycznia 2014      | Steal This Episode                           |
| 539 - 2509 SABF05 | Polska            | 27 października 2015 | Filmowy pirat                                |
| 540 - 2510 SABF03 | Stany Zjednoczone | 12 stycznia 2014     | Married to the Blob                          |
| 540 - 2510 SABF03 | Polska            | 27 października 2015 | Małżeństwo z kluchą                          |
| 541 - 2511 SABF06 | Stany Zjednoczone | 26 stycznia 2014     | Specs and the City                           |
| 541 - 2511 SABF06 | Polska            | 27 października 2015 | Okulary w wielkim mieście                    |
| 542 - 2512 SABF08 | Stany Zjednoczone | 9 marca 2014         | Diggs                                        |
| 542 - 2512 SABF08 | Polska            | 27 października 2015 | O mężczyźnie, który wyrósł za bardzo         |
| 543 - 2513 SABF07 | Stany Zjednoczone | 9 marca 2014         | The Man Who Grew Too Much                    |
| 543 - 2513 SABF07 | Polska            | 3 listopada 2015     | Nowy kolega Barta                            |
| 544 - 2514 SABF09 | Stany Zjednoczone | 16 marca 2014        | The Winter of His Content                    |
| 544 - 2514 SABF09 | Polska            | 3 listopada 2015     | Spokojna starość                             |
| 545 - 2515 SABF10 | Stany Zjednoczone | 23 marca 2014        | The War of Art                               |
| 545 - 2515 SABF10 | Polska            | 3 listopada 2015     | Wojna o sztukę                               |
| 546 - 2516 SABF11 | Stany Zjednoczone | 30 marca 2014        | You Don't Have to Live Like a Referee        |
| 546 - 2516 SABF11 | Polska            | 3 listopada 2015     | Nie musisz żyć jak sędzia                    |
| 547 - 2517 SABF12 | Stany Zjednoczone | 6 kwietnia 2014      | Luca$                                        |
| 547 - 2517 SABF12 | Polska            | 10 listopada 2015    | Kolega Lisy                                  |
| 548 - 2518 SABF13 | Stany Zjednoczone | 13 kwietnia 2014     | Days of Future Future                        |
| 548 - 2518 SABF13 | Polska            | 10 listopada 2015    | Przyszłe dni                                 |
| 549 - 2519 SABF14 | Stany Zjednoczone | 27 kwietnia 2014     | What to Expect When Bart's Expecting         |
| 549 - 2519 SABF14 | Polska            | 10 listopada 2015    | Czego się spodziewać, gdy Bart się spodziewa |
| 550 - 2520 RABF21 | Stany Zjednoczone | 4 maja 2014          | Brick Like Me                                |
| 550 - 2520 RABF21 | Polska            | 10 listopada 2015    | Taki klocek jak ja                           |
| 551 - 2521 SABF15 | Stany Zjednoczone | 11 maja 2014         | Pay Pal                                      |
| 551 - 2521 SABF15 | Polska            | 17 listopada 2015    | Przyjaciel potrzebny od dziś                 |
| 552 - 2522 SABF18 | Stany Zjednoczone | 18 maja 2014         | The Yellow Badge of Cowardge                 |
| 552 - 2522 SABF18 | Polska            | 17 listopada 2015    | Wątpliwa wygrana                             |

### Sezon 26
| #                 | Kraj              | Premiera             | Tytuł                                        |
| ----------------- | ----------------- | -------------------- | -------------------------------------------- |
| 553 - 2601 SABF20 | Stany Zjednoczone | 28 września 2014     | Clown in the Dumps                           |
| 553 - 2601 SABF20 | Polska            | 20 sierpnia 2016     | Depresja klauna                              |
| 554 - 2602 SABF17 | Stany Zjednoczone | 5 października 2014  | The Wreck of the Relationship                |
| 554 - 2602 SABF17 | Polska            | 20 sierpnia 2016     | Trening relacji                              |
| 555 - 2603 SABF19 | Stany Zjednoczone | 12 października 2014 | Super Franchise Me                           |
| 555 - 2603 SABF19 | Polska            | 20 sierpnia 2016     | Franczyza                                    |
| 556 - 2604 SABF21 | Stany Zjednoczone | 19 października 2014 | Treehouse of Horror XXV                      |
| 556 - 2604 SABF21 | Polska            | 20 sierpnia 2016     | Straszny domek na drzewie XXV                |
| 557 - 2605 SABF22 | Stany Zjednoczone | 2 listopada 2014     | Opposites A-Frack                            |
| 557 - 2605 SABF22 | Polska            | 27 sierpnia 2016     | Przeciwności się przyciągają                 |
| 558 - 2606 SABF16 | Stany Zjednoczone | 9 listopada 2014     | Simpsorama                                   |
| 558 - 2606 SABF16 | Polska            | 27 sierpnia 2016     | Simpsorama                                   |
| 559 - 2607 TABF01 | Stany Zjednoczone | 16 listopada 2014    | Blazed and Confused                          |
| 559 - 2607 TABF01 | Polska            | 27 sierpnia 2016     | Naćpani i zdezorientowani                    |
| 560 - 2608 TABF02 | Stany Zjednoczone | 23 listopada 2014    | Covercraft                                   |
| 560 - 2608 TABF02 | Polska            | 27 sierpnia 2016     | Sztuka coveru                                |
| 561 - 2609 TABF03 | Stany Zjednoczone | 7 grudnia 2014       | I Won't Be Home for Christmas                |
| 561 - 2609 TABF03 | Polska            | 3 września 2016      | Nie będzie mnie w domu na świętat            |
| 562 - 2610 TABF15 | Stany Zjednoczone | 4 stycznia 2015      | The Man Who Came to Be Dinner                |
| 562 - 2610 TABF15 | Polska            | 3 września 2016      | Człowiek, który przybył, by stać się obiadem |
| 563 - 2611 TABF05 | Stany Zjednoczone | 11 stycznia 2015     | Bart's New Friend                            |
| 563 - 2611 TABF05 | Polska            | 3 września 2016      | Nowy przyjaciel Barta                        |
| 564 - 2612 TABF04 | Stany Zjednoczone | 25 stycznia 2015     | The Musk Who Fell to Earth                   |
| 564 - 2612 TABF04 | Polska            | 3 września 2016      | Musk, który spadł na Ziemię                  |
| 565 - 2613 TABF06 | Stany Zjednoczone | 8 lutego 2015        | Walking Big & Tall                           |
| 565 - 2613 TABF06 | Polska            | 10 września 2016     | Z podniesionym czołem                        |
| 566 - 2614 TABF07 | Stany Zjednoczone | 15 lutego 2015       | My Fare Lady                                 |
| 566 - 2614 TABF07 | Polska            | 10 września 2016     | Przewoźniczka                                |
| 567 - 2615 TABF08 | Stany Zjednoczone | 1 marca 2015         | The Princess Guide                           |
| 567 - 2615 TABF08 | Polska            | 10 września 2016     | Przewodnik księżniczki                       |
| 568 - 2616 TABF09 | Stany Zjednoczone | 8 marca 2015         | Sky Police                                   |
| 568 - 2616 TABF09 | Polska            | 10 września 2016     | Podniebna policja                            |
| 569 - 2617 TABF10 | Stany Zjednoczone | 15 marca 2015        | Waiting for Duffman                          |
| 569 - 2617 TABF10 | Polska            | 17 września 2016     | Czekając na Duffmana                         |
| 570 - 2618 TABF11 | Stany Zjednoczone | 19 kwietnia 2015     | Peeping Mom                                  |
| 570 - 2618 TABF11 | Polska            | 17 września 2016     | Mama podglądaczka                            |
| 571 - 2619 TABF12 | Stany Zjednoczone | 26 kwietnia 2015     | The Kids Are All Fight                       |
| 571 - 2619 TABF12 | Polska            | 17 września 2016     | Dzieci tylko się kłócą                       |
| 572 - 2620 TABF13 | Stany Zjednoczone | 3 maja 2015          | Let's Go Fly a Coot                          |
| 572 - 2620 TABF13 | Polska            | 17 września 2016     | Polatajmy ze staruszkiem                     |
| 573 - 2621 TABF15 | Stany Zjednoczone | 10 maja 2015         | Bull-E                                       |
| 573 - 2621 TABF15 | Polska            | 24 września 2016     | Prześmiewca                                  |
| 574 - 2622 TABF16 | Stany Zjednoczone | 17 maja 2015         | Mathlete's Feast                             |
| 574 - 2622 TABF16 | Polska            | 24 września 2016     | Kółko matematyczne                           |

### Sezon 27
| #                 | Kraj              | Premiera             | Tytuł                                            |
| ----------------- | ----------------- | -------------------- | ------------------------------------------------ |
| 575 - 2701 TABF14 | Stany Zjednoczone | 27 września 2015     | Every Man's Dream                                |
| 575 - 2701 TABF14 | Polska            | 6 maja 2017          | Marzenie każdego mężczyzny                       |
| 576 - 2702 TABF17 | Stany Zjednoczone | 4 października 2015  | Cue Detective                                    |
| 576 - 2702 TABF17 | Polska            | 6 maja 2017          | Grillowy detektyw                                |
| 577 - 2703 TABF19 | Stany Zjednoczone | 11 października 2015 | Puffless                                         |
| 577 - 2703 TABF19 | Polska            | 6 maja 2017          | Koniec z dymkiem                                 |
| 578 - 2704 TABF22 | Stany Zjednoczone | 18 października 2015 | Halloween of Horror                              |
| 578 - 2704 TABF22 | Polska            | 6 maja 2017          | Halloween pełne grozy                            |
| 579 - 2705 TABF18 | Stany Zjednoczone | 25 października 2015 | Treehouse of Horror XXVI                         |
| 579 - 2705 TABF18 | Polska            | 13 maja 2017         | Straszny domek na drzewie XXVI                   |
| 580 - 2706 TABF21 | Stany Zjednoczone | 8 listopada 2015     | Friend with Benefit                              |
| 580 - 2706 TABF21 | Polska            | 13 maja 2017         | Przyjacielskie korzyści                          |
| 581 - 2707 TABF20 | Stany Zjednoczone | 22 listopada 2015    | Lisa with an 's'                                 |
| 581 - 2707 TABF20 | Polska            | 13 maja 2017         | Lisa przez s                                     |
| 582 - 2708 VABF01 | Stany Zjednoczone | 6 grudnia 2015       | Paths of Glory                                   |
| 582 - 2708 VABF01 | Polska            | 13 maja 2017         | Ścieżki chwały                                   |
| 583 - 2709 VABF02 | Stany Zjednoczone | 13 grudnia 2015      | Barthood                                         |
| 583 - 2709 VABF02 | Polska            | 20 maja 2017         | Dorastanie Barta                                 |
| 584 - 2710 VABF03 | Stany Zjednoczone | 3 stycznia 2016      | The Girl Code                                    |
| 584 - 2710 VABF03 | Polska            | 20 maja 2017         | Dziewczyński kodeks                              |
| 585 - 2711 VABF04 | Stany Zjednoczone | 10 stycznia 2016     | Teenage Mutant Milk-Caused Hurdles               |
| 585 - 2711 VABF04 | Polska            | 20 maja 2017         | Mlekiem sprawione potyczki nastoletniego mutanta |
| 586 - 2712 VABF05 | Stany Zjednoczone | 17 stycznia 2016     | Much Apu About Something                         |
| 586 - 2712 VABF05 | Polska            | 20 maja 2017         | Wiele Apu o coś                                  |
| 587 - 2713 VABF07 | Stany Zjednoczone | 14 lutego 2016       | Love Is in the N2-O2-Ar-Co2-Ne-He-Ch4            |
| 587 - 2713 VABF07 | Polska            | 27 maja 2017         | Miłość jest w N2-O2-Ar-Co2-Ne-He-Ch4             |
| 588 - 2714 VABF06 | Stany Zjednoczone | 21 lutego 2016       | Gal of Constant Sorrow                           |
| 588 - 2714 VABF06 | Polska            | 27 maja 2017         | Dziewczyna wiecznych zmartwień                   |
| 589 - 2715 VABF08 | Stany Zjednoczone | 6 marca 2016         | Lisa the Veterinarian                            |
| 589 - 2715 VABF08 | Polska            | 27 maja 2017         | Lisa zostaje weterynarzem                        |
| 590 - 2716 VABF09 | Stany Zjednoczone | 13 marca 2016        | The Marge-ian Chronicles                         |
| 590 - 2716 VABF09 | Polska            | 27 maja 2017         | Marsjańskie kroniki Marge                        |
| 591 - 2717 VABF10 | Stany Zjednoczone | 3 kwietnia 2016      | The Burns Cage                                   |
| 591 - 2717 VABF10 | Polska            | 3 czerwca 2017       | Klatka Burnsa                                    |
| 592 - 2718 VABF11 | Stany Zjednoczone | 10 kwietnia 2016     | How Lisa Got Her Marge Back                      |
| 592 - 2718 VABF11 | Polska            | 3 czerwca 2017       | Jak Lisa odzyskała swoją Marge                   |
| 593 - 2719 VABF12 | Stany Zjednoczone | 24 kwietnia 2016     | Fland Canyon                                     |
| 593 - 2719 VABF12 | Polska            | 3 czerwca 2017       | Wakacje w kanionie                               |
| 594 - 2720 VABF14 | Stany Zjednoczone | 8 maja 2016          | To Courier with Love                             |
| 594 - 2720 VABF14 | Polska            | 3 czerwca 2017       | Przewiezione z miłością                          |
| 595 - 2721 VABF13 | Stany Zjednoczone | 15 maja 2016         | Simprovised                                      |
| 595 - 2721 VABF13 | Polska            | 10 czerwca 2017      | Improwizacja                                     |
| 596 - 2722 VABF15 | Stany Zjednoczone | 22 maja 2016         | Orange Is the New Yellow                         |
| 596 - 2722 VABF15 | Polska            | 10 czerwca 2017      | Odsiadka                                         |

### Sezon 28
| #                 | Kraj              | Premiera             | Tytuł                            |
| ----------------- | ----------------- | -------------------- | -------------------------------- |
| 597 - 2801 VABF20 | Stany Zjednoczone | 25 września 2016     | Monty Burns' Fleeing Circus      |
| 597 - 2801 VABF20 | Polska            | 23 września 2017     | Uciekający cyrk Monty'ego Burnsa |
| 598 - 2802 VABF18 | Stany Zjednoczone | 2 października 2016  | Friends and Family               |
| 598 - 2802 VABF18 | Polska            | 23 września 2017     | Rodzina i przyjaciele            |
| 599 - 2803 VABF17 | Stany Zjednoczone | 9 października 2016  | The Town                         |
| 599 - 2803 VABF17 | Polska            | 23 września 2017     | Boston                           |
| 600 - 2804 VABF16 | Stany Zjednoczone | 16 października 2016 | Treehouse of Horror XXVII        |
| 600 - 2804 VABF16 | Polska            | 23 września 2017     | Straszny domek na drzewie XXVII  |
| 601 - 2805 VABF21 | Stany Zjednoczone | 23 października 2016 | Trust but Clarify                |
| 601 - 2805 VABF21 | Polska            | 30 września 2017     | Ufaj, ale wyjaśniaj              |
| 602 - 2806 VABF22 | Stany Zjednoczone | 6 listopada 2016     | There Will Be Buds               |
| 602 - 2806 VABF22 | Polska            | 30 września 2017     | Aż zostaną kumplami              |
| 603 - 2807 VABF19 | Stany Zjednoczone | 13 listopada 2016    | Havana Wild Weekend              |
| 603 - 2807 VABF19 | Polska            | 30 września 2017     | Szalony weekend w Hawanie        |
| 604 - 2808 WABF01 | Stany Zjednoczone | 20 listopada 2016    | Dad Behavior                     |
| 604 - 2808 WABF01 | Polska            | 30 września 2017     | Tatusiowie                       |
| 605 - 2809 WABF03 | Stany Zjednoczone | 4 grudnia 2016       | The Last Traction Hero           |
| 605 - 2809 WABF03 | Polska            | 7 października 2017  | Ostatni bohater wyciągu          |
| 606 - 2810 WABF02 | Stany Zjednoczone | 11 grudnia 2016      | The Nightmare After Krustmas     |
| 606 - 2810 WABF02 | Polska            | 7 października 2017  | Poświąteczny koszmar             |
| 607 - 2811 WABF06 | Stany Zjednoczone | 8 stycznia 2017      | Pork and Burns                   |
| 607 - 2811 WABF06 | Polska            | 14 października 2017 | Wieprzowina i Burns              |
| 608 - 2812 WABF04 | Stany Zjednoczone | 15 stycznia 2017     | The Great Phatsby Part 1         |
| 608 - 2812 WABF04 | Polska            | 7 października 2017  | Wielki Phatsby, cz. 1            |
| 609 - 2813 WABF05 | Stany Zjednoczone | 15 stycznia 2017     | The Great Phatsby Part 2         |
| 609 - 2813 WABF05 | Polska            | 7 października 2017  | Wielki Phatsby, cz. 2            |
| 610 - 2814 WABF07 | Stany Zjednoczone | 12 lutego 2017       | Fatzcarraldo                     |
| 610 - 2814 WABF07 | Polska            | 14 października 2017 | Fatzcarraldo                     |
| 611 - 2815 WABF08 | Stany Zjednoczone | 19 lutego 2017       | The Cad and the Hat              |
| 611 - 2815 WABF08 | Polska            | 14 października 2017 | Cham i kapelusz                  |
| 612 - 2816 WABF09 | Stany Zjednoczone | 5 marca 2017         | Kamp Krustier                    |
| 612 - 2816 WABF09 | Polska            | 14 października 2017 | Letni obóz                       |
| 613 - 2817 WABF10 | Stany Zjednoczone | 12 marca 2017        | 22 for 30                        |
| 613 - 2817 WABF10 | Polska            | 21 października 2017 | Gwiazda koszykówki               |
| 614 - 2818 WABF11 | Stany Zjednoczone | 19 marca 2017        | A Father's Watch                 |
| 614 - 2818 WABF11 | Polska            | 21 października 2017 | Ojcowski zegarek                 |
| 615 - 2819 WABF12 | Stany Zjednoczone | 2 kwietnia 2017      | Caper Chase                      |
| 615 - 2819 WABF12 | Polska            | 21 października 2017 | Pościg szaleńców                 |
| 616 - 2820 WABF13 | Stany Zjednoczone | 30 kwietnia 2017     | Looking for Mr. Goodbart         |
| 616 - 2820 WABF13 | Polska            | 21 października 2017 | Gdzie jest pan Goodbart?         |
| 617 - 2821 WABF14 | Stany Zjednoczone | 7 maja 2017          | Moho House                       |
| 617 - 2821 WABF14 | Polska            | 21 października 2017 | Homer i Marge                    |
| 618 - 2822 WABF15 | Stany Zjednoczone | 21 maja 2017         | Dogtown                          |
| 618 - 2822 WABF15 | Polska            | 22 października 2017 | Miasto psów                      |